# Supermarine Spitfire
Supermarine Spitfire er et ensædet britisk jagerfly, benyttet af Royal Air Force og andre Allierede luftvåben før, under og efter 2. verdenskrig. Der blev fremstillet mange varianter af Spitfire, med et antal særlige vingekonfigurationer, og flyet blev produceret i større styktal end alle andre britiske fly. Det var også den eneste britiske jager, der blev produceret kontinuerligt igennem hele krigen. Spitfire er muligvis det mest ikoniske fly der nogensinde er lavet, og er stadigvæk populær blandt entusiaster; der er p.t. omkring 60 flyvedygtige eksemplarer, og mange flere er udstillet statisk i flymuseer verden over.
Spitfire blev designet som en højtydende interceptor med kort rækkevidde af R. J. Mitchell, som var den ledende konstruktør ved Supermarine Aviation Works, der var et datterselskab af Vickers-Armstrong fra 1928. Mitchell designede Spitfirens distinkte elliptiske vinge med de nyudviklede forsænkede nitter (designet af Beverley Shenstone) til at have det tyndeste mulige tværsnit, og gav derved flyet en højere topfart end de fleste andre jagere fra samme periode, heriblandt Hawker Hurricane. Mitchell fortsatte med at finpudse sit design indtil sin død i 1937, hvorefter hans kollega Joseph Smith overtog rollen som ledende ingeniør og førte Spitfire videre igennem utallige versioner og forbedringer.
Under Slaget om England, fra juli til oktober 1940, opfattede befolkningen Spitfire som den primære RAF jager, selv om de mere talstærke Hurricane-eskadriller bar en langt større del af byrden imod Nazi-Tysklands luftvåben, Luftwaffe. Ikke desto mindre havde Spitfire - eskadriller et lavere tabstal, og et større antal sejre pr. tabt enhed end dem der fløj Hurricanes på grund af Spitfirens bedre egenskaber. Under slaget blev der generelt sendt Spitfires efter Luftwaffes jagere - disse var hovedsageligt af typen Messerschmitt Bf 109E, som var en jævnbyrdig modstander for dem.
Efter Slaget om England blev Hurricane afløst af Spitfire som det primære jagerfly for RAF Fighter Command, og Spitfire blev indsat i både Europa, Middelhavsområdet,
Stillehavsområdet og Sydøstasien. Højt værdsat af sine piloter blev Spitfire indsat i mange forskellige roller, primært som interceptor og til fotorekognoscering, men også som jagerbomber og træningsfly, og den fortsatte i disse roller ind i 1950-erne. Varianten Seafire var tilpasset anvendelsen ombord på hangarskibe, og tjente ved Fleet Air Arm fra 1942 til midt i 1950-erne. Selv om det oprindelige flystel var designet til en Rolls-Royce Merlin motor med en ydelse på 1.030 hk (768 kW), var det tilstrækkeligt stærkt og kunne tilpasses nyere og kraftigere Merlins, og i senere versioner, Rolls-Royce Griffon motorer der leverede op til 2.340 hk (1,745 kW). Resultatet af dette var at Spitfirens ydelse og evner blev forbedret igennem hele flyets tjenestetid.

## Udvikling og produktion

### Oprindelse
I 1931 udgav det britiske Air Ministry specification F7/30, som beskrev et moderne jagerfly i stand til at opnå en hastighed af 400 km/t (250 mph). R. J. Mitchell designede Supermarine Type 224 for at opfylde specifikationen. '224' var et monoplan med åbent cockpit, en tyk omvendt 'mågevinge' og et fast understel med indkapslede hjul (vinge og hjul omtrent som på Junkers Ju 87 'Stuka') og drevet af en 600 hk (450 kW) Rolls-Royce Goshawk som benyttede fordampningskøling. Flyet fløj første gang i februar 1934. Af de syv designs som Ministeriet fik tilbudt under F7/30, blev kun Gloster Gladiator biplanet accepteret til tjeneste.
Type 224 var en stor skuffelse for Mitchell og hans designteam, som omgående gik i gang med en serie "cleaned-up" designs, hvor de benyttede deres erfaringer fra Supermarines Schneider Trophy racer-vandflyvere som udgangspunkt. Dette førte til Type 300, med optrækkeligt understel og vingens spændvidde reduceret med 1,8 m (6 ft.). Dette design blev tilbudt Ministeriet i juli 1934, men blev ikke accepteret. Designet gik herefter igennem en serie ændringer, inklusive et strømlinet, lukket cockpit, iltudstyr til stor højder, mindre og tyndere vinger, og den nyudviklede og kraftigere Rolls-Royce PV-XII V-12 motor, som senere fik navnet "Merlin". I november 1934 påbegyndte Mitchell, med opbakning fra Supermarines moderselskab Vickers-Armstrong, med det detaljerede designarbejde på den raffinerede udgave af Type 300.
Den 1. december 1934 udstedte Air Ministry kontrakt AM 361140/34 og bevilgede £10,000 til en prototype af Mitchells forbedrede Type 300. Den 3. januar 1935 blev kontrakten formaliseret med en ny specifikation, F10/35, som var skrevet 'rundt om' flyet. I april 1935 blev ønsket til bevæbningen ændret fra to .303 in (7.7 mm) Vickers maskingeværer i hver vinge til fire Brownings af samme kaliber, efter anbefaling fra Squadron Leader Ralph Sorley fra 'Operational Requirements'-afdelingen af Ministeriet.
Den 5. marts 1936, lettede prototypen (K5054) fra Eastleigh Aerodrome (senere Southampton Airport) på sin første flyvning. Testpiloten var Captain Joseph "Mutt" Summers, ledende testpilot for Vickers, som blev citeret for at sige "Rør ikke ved noget" ("Don't touch anything") efter landingen. Den otte minutter lange flyvning fandt sted fire måneder efter første flyvning af den samtidige Hurricane.
K5054 fik en ny propel, og Summers fløj flyet igen den 10. marts 1936; under denne flyvning blev understellet trukket op for første gang. Efter den fjerde flyvning fik prototypen en ny motor, og Summers overlod testflyvningerne til sine assistenter, Jeffrey Quill og George Pickering. De fandt hurtigt ud af at Spitfire var et særdeles godt fly, men ikke perfekt. Sideroret var alt for følsomt, og tophastigheden var kun 528 km/t (330 mph), kun en anelse hurtigere end Sydney Camms nye Hurricane med den samme Merlin-motor. En ny og bedre udformet træpropel fik Spitfiren til at opnå 557 km/t (348 mph) under vandret flyvning midt i maj, da Summers fløj K5054 til RAF Martlesham Heath og overdrog flyet til Squadron Leader Anderson fra Aeroplane & Armament Experimental Establishment (A&AEE). Herfra overtog Flight Lieutenant Humphrey Edwardes-Jones prototypen for RAF. Han fik ordre til at flyve flyet, og afgive en rapport til Air Ministry umiddelbart efter landingen. Edwardes-Jones' rapport var positiv; hans eneste ønske var at Spitfire fik en indikator for understellets position. En uge senere, den 3. juni 1936, placerede Air Ministry en ordre på 310 stk. Spitfires, før A&AEE havde afleveret en officiel rapport. Midlertidige rapporter blev afleveret klatvis.

### Indledende produktion
Den britiske befolkning så Spitfire første gang Lørdag d. 27. juni 1936, under airshowet på RAF Hendon. Selv om det var meningen at produktionen omgående skulle have startet i fuld skala, var der et antal problemer der skulle løses først, og den første serieproducerede Spitfire (K9787) rullede derfor først af samlebåndet i Woolston uden for Southampton før midt i 1938.
I februar 1936 garanterede direktøren for Vickers-Armstrong, Sir Robert MacLean, at der ville blive produceret fem fly om ugen fra 15 måneder efter en ordre var udstedt. Den 3. juni 1936 udstedte Air Ministry en ordre på 310 fly, til en samlet pris af £1.395.000. Produktionen blev påbegyndt i Supermarines fabrik i Woolston, men det stod klart at ordren ikke kunne færdiggøres til tiden. Supermarine var et temmelig lille firma og havde allerede travlt med at bygge søflyene Walrus og Stranraer, og Vickers havde travlt med at bygge Wellington bombefly.
Den først forsøgte løsning var at uddelegere arbejdet til underleverandører. Selv om det var meningen at eksterne leverandører skulle involveres i leverancen af mange vigtige komponenter til Spitfire, særligt vingerne, havde Supermarines moderfirma Vickers-Armstrong modvilje mod at se Spitfire produceret helt eller delvist uden for huset, og fik derfor kun frigivet de nødvendige tegninger og delkomponenter i langsomt tempo.
Forsinkelserne med at rampe produktionen af Spitfire op til det ønskede niveau resulterede i at Air Ministry tabte tålmodigheden og fremlagde en plan, hvorefter produktionen af flyet skulle indstilles efter færdiggørelsen af den første ordre på 310 eksemplarer. Derefter skulle Supermarine starte en produktion af Bristol Beaufighter. Det lykkedes for ledelsen af Supermarine og Vickers at overbevise Air Ministry om at problemerne kunne overvindes, og Ministeriet udstedte en ny ordre på yderligere 200 Spitfires den 24. marts 1938. De to ordrer dækkede forbogstaverne K, L, og N i flyenes serienumre.
I 1938 rullede den første produktions-Spitfire af samlebåndet og blev fløjet af Jeffrey Quill den 15. maj 1938, næsten 24 måneder efter den første ordre. Slutprisen på de første 310 fly, efter forsinkelserne i produktionen og forøgede programomkostninger, endte på £1.870.242 eller £1.533 mere pr. fly end det oprindelige skøn. Prisen på et produktionsfly blev cirka £9.500. De dyreste komponenter var det håndbyggede og færdige flyskrog til en pris af ca. £2.500, derefter Rolls-Royce Merlin motoren til £2.000, fulgt af et sæt vinger til en værdi af £1,800, maskingeværer og understel - begge til en pris af £800, og endelig propellen som kostede ca. £350.

### Produktion i Castle Bromwich, Birmingham
I 1935 tog Air Ministry kontakt til Morris Motors Lmt. og forespurgte hvor hurtigt deres bilfabrik i Cowley sydøst for Oxford kunne omstilles til flyproduktion. I 1936 blev denne uformelle undersøgelse af større produktionsenheder erstattet af en officiel plan, kendt som 'skyggefabrikkerne' (The shadow factory plan), for under ledelse af Herbert Austin at forøge kapaciteten af den britiske flyproduktion. Han fik opgaven med at bygge ni nye fabrikker, og med at understøtte den britiske bilindustri ved at tilføje kapacitet eller øge potentialet for reorganisation, for at industrien skulle være i stand til at bygge fly og flymotorer.
I 1938 påbegyndtes konstruktionen af Castle Bromwich Aircraft Factory (CBAF),(52°30′53.0″N 1°48′15.8″V / 52.514722°N 1.804389°V) vest for den daværende flyveplads, og to måneder efter at arbejdet på byggepladsen var startet påbegyndtes installationen af datidens mest moderne maskinværktøj. Selv om det var Morris Motors, under ledelse af Lord Nuffield (som var en ekspert i masseproduktion af motorkøretøjer) der bestyrede og udstyrede fabrikken, blev den finansieret af regeringen. I begyndelsen af 1939 var fabrikkens oprindeligt vurderede pris på £2.000.000 mere end fordoblet, og selv mens de første Spitfires blev bygget i juni 1940 var fabrikken endnu ikke færdigbygget, og led under personaleproblemer. Spitfirens opbygning (stressed-skin eller semi-monocoque) krævede håndværksmæssig præcision og konstruktionsteknikker som gik ud over de daværende evner for den lokale arbejdskraft, og det krævede nogen tid at efteruddanne arbejdsstyrken. Der var problemer med ledelsen, som ignorerede Supermarines værktøjer og tegninger og insisterede på at bruge deres egne, og en arbejdsstyrke som kontinuerligt truede med strejke eller "slow downs" indtil kravene om højere lønninger blev mødt.
På trods af løfterne om at fabrikken ville producere 60 fly om ugen fra april, havde Castle Bromwich endnu ikke bygget sin første Spitfire i maj 1940. Den 17. maj ringede Ministeren for Flyproduktion Lord Beaverbrook Lord Nuffield op, og manøvrerede ham ind i en position hvor Lord Nuffield ikke havde andet valg end at overdrage kontrollen med Castle Bromwich til Beaverbrooks ministerie. Beaverbrook sendte omgående fabrikken en erfaren ledelse og erfarne håndværkere fra Supermarine, og gav Vickers-Armstrong kontrol over fabrikken. Selv om det tog nogen tid at få problemerne løst, lykkedes det at fremstille 10 stk. Spitfire Mk.II i juni 1940; der rullede 23 stk. ud i juli, 37 i august, og 56 i september. Da produktionen stoppede i Castle Bromwich i juni 1945, havde fabrikken totalt fremstillet 12.129 Spitfires (921 Mk.II, 4.489 Mk.V, 5.665 Mk.IX, og 1.054 Mk.XVI) med maksimalt 320 fly pr. måned, og dermed blev CBAF den største Spitfire-fabrik i UK, såvel som den største og mest succesfulde fabrik af sin type under hele konflikten 1939–45.

### Spredning af produktionen
Under Slaget om England, foretog Luftwaffe en koordineret indsats for at ødelægge de primære flyfabrikker i Woolston og Itchen, nær Southampton. Det første bombetogt, som ramte ved siden af fabrikkerne, blev udført den 23. august 1940. I løbet af den næste måned blev der foretaget yderligere angreb indtil begge fabrikker var ødelagt den
26. september 1940, med 92 personer dræbt og et stort antal sårede. De fleste tilskadekomne var erfarne arbejdere fra flyproduktionen.
Heldigvis for den fremtidige produktion af Spitfire, var mange af de forskellige forme og monteringsskabeloner ("jigs") såvel som en stor del af maskinværktøjerne allerede blevet flyttet fra fabrikkerne op til den 20. september, og der var taget skridt til at sprede produktionen ud over et antal små facilliteter ud over hele Southampton-området. For at opnå dette mål havde den britiske regering rekvireret steder som Vincent's Garage ("Vincents Bilværksted") i Station Square, Reading, som senere specialiserede sig i at fremstille Spitfire flyskrog, og Anna Valley Motors (en bilforhandler) i Salisbury, som senere endte med at være den eneste producent af de brændstoftanke der blev bygget ind i vingeforkantern af Spitfires til fotorekognoscering, såvel som andre komponenter.
En specialfabrik til at fremstille flyskrog og installere motorer blev bygget til formålet på Star Road i Caversham uden for Reading. Tegnestuen, hvor alle de forskellige Spitfire designs blev bragt på papir, blev flyttet til Hursley Park nær Southampton. Ud over tegnestuen var der også en hangar hvor mange prototyper og eksperimentelle modeller blev samlet, men eftersom der ikke var nogen associeret flyveplads, har ingen Spitfires nogensinde fløjet fra Hursley.
Fire byer og deres omliggende flyvepladser blev valgt som fokuspunkter for alle disse småværksteder: Southampton's Eastleigh Airport; Salisburys High Post og Chattis Hill flyvepladser; Trowbridge's Keevil flyveplads; og Readings Henley og Aldermaston flyvepladser.
En eksperimentel fabrik i Newbury blev udsat for et dagangreb af Luftwaffe, men bomberne ramte ved siden af og traf en nærtliggende skole.
Færdige Spitfires blev transporteret til flyvepladserne med vingerne afmonteret, ved hjælp af store Commer lastbiler med "Queen Mary" fladvogne (en lavtbygget trailer særligt tilpasset flytransport) hvorefter de ville blive fuldt samlet, afprøvet og overført til RAF.

### Flyvetests
Alle produktionsfly blev flyvetestet før de blev leveret. Under 2. verdenskrig var Jeffrey Quill ledende testpilot for Vickers Supermarine, og ansvarlig for at prøveflyve alle nyproducerede fly fra Vickers Supermarine. Han førte en guppe på 10 til 12 piloter, som var ansvarlige for at teste alle Spitfires, eksperimentelle- såvel som produktionsfly, bygget af firmaet i Southampton området. Quill opstillede et sæt standard testprocedurer, som - under hensyn til særlige flydesigns - var i kraft fra 1938. Alex Henshaw, ledende testpilot ved Castle Bromwich fra 1940, fik ansvaret for at teste alle Spitfires bygget på denne fabrik. Han koordinerede et team på 25 piloter og vurderede alle videreudviklinger af Spitfire. Mellem 1940 og 1946 fløj Henshaw i alt 2.360 forskellige Spitfires og Seafires, mere end 10% af Castle Bromwich' totale produktion.
Henshaw skrev følgende om at flyveteste Spitfires:
Efter et særdeles grundigt pre-flight eftersyn, ville jeg starte, og såsnart jeg var på normal højde og omkredsede flyvepladsen, ville jeg trimme flyet og forsøge på at få hende til at flyve vandret og lige uden hænderne på styrepinden ... Når trimmet var i orden, ville jeg lade Spitfiren stige med fuldt åbent gasspjæld og 2.850 rpm til den nominelle højde for en eller begge kompressorer. Derefter ville jeg omhyggeligt tjekke motorens udgangseffekt, korrigeret for højde og temperatur ... Hvis alt virkede tilfredsstillende, ville jeg sende hende i et dyk med fuld motorydelse og 3.000 rpm, og trimme hende til at flyve med hænder og fødder af rorene ved 740 km/t (460 mph) IAS (Indicated Air Speed = relativ flyvehastighed). Jeg har aldrig selv godkendt en Spitfire uden at have udført lidt kunstflyvning for at finde ud af hvor god eller dårlig hun var.
Produktionstesten var som regel en hurtigt overstået affære; den indledende del af flyvningen varede som regel under ti minutter og hovedflyvningen mellem tyve og tredive minutter. Så ville flyet blive tjekket en sidste gang af mekanikerene, eventuelle fejl ville blive rettet, og så var Spitfiren klar til afhentning.
Jeg elskede Spitfire i alle hendes forskellige versioner. Men jeg må indrømme at de seneste varianter, selv om de var hurtigere end de tidlige, var langt tungere og ikke så smidige. Man havde ikke den samme positive kontrol over dem. En test af manøvreevnen var at kaste hende ind i en hurtig rulning og se hvor mange gange hun rullede. Med en Mark II eller en Mark V fik man toenhalv rulning, men Mark IX var tungere og gav kun halvanden. Med de senere og endnu tungere versioner fik man endnu mindre. Kompromis er essensen af flydesign, og en forbedring af ydelsen på et punkt bliver sjældent opnået uden at noget andet bliver dårligere.
Da den sidste Spitfire blev rullet ud i februar 1948, var der i alt blevet bygget 20.351 eksemplarer af alle varianter, heriblandt tosædede skolefly, og med et antal Spitfires i tjeneste godt ind i 1950-erne. Spitfire var det eneste britiske jagerfly i kontinuerlig produktion før, under og efter 2. verdenskrig.

## Design

### Flystel
Midt i 1930-erne påbegyndte flykonstruktører og designteams verden over arbejdet med at udvikle en ny generation jagerfly. Den franske Dewoitine D.520 og den tyske Messerschmitt Bf 109, for at nævne et par eksempler, blev designet til at udnytte selvbærende konstruktionsteknikker til flystellene og til at udnytte de nyligt fremkomne højtydende væskekølede rækkemotorer, der var blevet tilgængelige. De nye fly havde også raffinementer som optrækkeligt understel, lukkede cockpits og helmetalvinger med lav luftmodstand. Disse fremskridt var blevet indført i civile rutefly år tidligere, men blev kun langsomt accepteret af militæret, som foretrak biplanernes simpelhed og manøvreevne.
Målet for Mitchells design var at konstruere et velbalanceret og højtydende jagerfly, som var i stand til fuldt at udnytte effekten fra Merlin motoren, og som var relativt let at flyve. I årene hvor flyet blev udviklet, hvor Frankrig var en allieret, og Tyskland anset som den mest sandsynlige fremtidige modstander, blev det ikke forventet at fjendtlige jagerfly ville kunne vise sig over Storbritannien. Man regnede med at tyske bombefly ville være nødt til at overflyve Nordsøen for at nå UK, og Tyskland havde ingen enmotors jagerfly med en tilstrækkelig rækkevidde til at eskortere bomberne. For at forsvare hjemlandet, var et af designmålene at en Spitfire hurtigt skulle kunne vinde højde for at opfange og afskære fjendtlige bombefly.
Spitfirens flystel var komplekst. Det strømlinede flyskrog, opbygget som semi-monocoque og beklædt med duraluminium, havde en række komplekse kurver og var bygget op på et skelet af 19 spanter, begyndende fra nummer et umiddelbart bag propellen til spantet hvor halen var befæstiget. De første fire spanter bar glycoltanken (tanken til kølemiddel) og motorindkapslingen. Motorens bærearme var fastgjort til spant fem, som bar vægten af motoren og alt dens tilbehør. Dette var et dobbelt, forstærket spant som også udgjorde den brandsikre barriere mellem motoren og resten af flyet, og i de senere versioner af Spitfire indeholdt spantet også olietanken. Spant 5 bandt også skrogets fire primære længdestræbere ("longerons") til resten af skroget. Bag spant 5 var der fem U-formede spanter, som indeholdt brændstoftankene og cockpittet. Bagkroppen startede ved spant 11, som førersædet og (senere) en panserplade var fastgjort til, og endte med spant 19, som var monteret med en smule hældning fremad, lige foran halefinnen. Disse ni spanter var ovale og blev mindre ud mod halen, og var gennemhullede for at reducere vægten mest muligt uden at svække spanternes styrke. Det U-formede spant 20 var det sidste i selve skroget, og var befæstningspunktet for halen. Spanterne 21, 22 og 23 formede halefinnen; spant 22 indeholdt desuden åbningen til halehjulet, og spant 23 holdt hængslerne til sideroret. Før halespanterne blev fastgjort til skroget, blev de spændt op i en skabelon (en 'jig') og de otte horisontale haleribber blev nittet til dem.
En kombination af de fire longerons og 14 langsgående stivere, alt fastgjort til spanterne, formede et let og stift skelet som flyets forhudning af pre-stresset "Alclad" var fastgjort til. Forhudningen var af en tykkelse på 3,2mm (24 gauge) ved motorophænget, 1,8mm (20 gauge) midtpå, og 1,4mm (18 gauge) ud mod halen. Halefinnens struktur blev gjort færdig med korte longerons fra spant 20 til 23, og dækket med 2,3mm (22 gauge) forhudning. Der var rigeligt plads i skroget til både det kameraudstyr og de ekstra brændstoftanke som blev installeret igennem flyets tjenestetid.
Forhudningen på skroget, vingerne og haleplanet var fastgjort med nitter med halvrundt hoved, og i kritiske områder som vingen foran hovedbjælken hvor det var ønskværdigt med en uforstyrret luftstrømning, blev der anvendt forsænkede nitter. Fra februar 1943 gik man over til at anvende forsænkede nitter (disse lå glat med overfladen) på hele skroget, på alle varianter af flyet. I nogle områder, som for eksempel det agterste af vingen og forhudningen på haleplanet, blev toppen nittet og bunden fastgjort med messingskruer, som havde fat i lister af grantræ som var boltet til det nederste af ribberne. De aftagelige vingetipper var beklædt med aluminium oven på profiler af grantræ. Til at begynde med var balanceklapper, højde- og sideror beklædt med stof, men erfaringerne fra luftkampe viste at det var umuligt at anvende ved høje hastigheder. Stoffet blev udskiftet med en letmetalslegering, og dette forbedrede kontrollen med flyet ved alle hastigheder.

### Elliptisk vinge
I 1934 besluttede Mitchell og hans designere at benytte en halv-elliptisk vingeform for at løse to modstridende krav; vingen skulle være så tynd som muligt for at undgå at skabe for meget luftmodstand, men den skulle også være tyk nok til at indeholde det optrækkelige understel, bevæbningen og ammunitionen. Et elliptisk omrids er den mest effektive aerodynamiske form for en lige vinge, og giver den mindste mængde induceret luftmodstand. Ellipsen var asymmetrisk så trykcenteret, som ligger ved en fjerdedel af korden, lå lige ud for hovedbjælken; dette forhindrer at vingen vrides under belastning. Mitchell er undertiden blevet beskyldt for at have kopieret vingeformen fra Heinkel He 70, som fløj første gang i 1932, men som Beverley Shenstone, Mitchells teamekspert i aerodynamik forklarede: "Vores vinge var meget tyndere og havde en meget forskellig profil fra den som Heinkel benyttede. Under alle omstændigheder ville det have været at tigge om at få problemer hvis vi havde kopieret vingen fra et fly, der var designet til et helt andet formål."
Vi besluttede os meget tidligt for den elliptiske vinge. Aerodynamisk var det den bedste til vores formål, fordi den inducerede luftmodstand, der opstod når vingen skabte løft, var mindst når denne form blev benyttet: ellipsen var ... teoretisk en perfektion ... For at reducere luftmodstanden ønskede vi den mindst mulige tykkelse i forhold til vingens korde, i overensstemmelse med den nødvendige styrke. Men tæt ved vingeroden skulle vingen være tyk nok til at huse det optrækkelige understel og bevæbningen ... Mitchell var en intenst praktisk mand ... Ellipsen var simpelthen den form der lod os få den tyndest mulige vinge, der stadig havde plads indeni til de nødvendige bærende strukturer og de ting vi ønskede at stoppe indenfor.
Og den så flot ud.
Vingens tværsnit var hentet fra NACA 2200 serien, som var blevet tilpasset for at skabe et tykkelse-til-korde forhold på 13% ved roden, faldende til 9.4% ved tippen. Et dihedral på 6° blev anvendt for at forøge den laterale stabilitet.
En detalje der i høj grad bidrog til vingens succes var det innovative design af hovedbjælken: den var fremstillet af fem firkantrør der var presset ind i hinanden. I takt med at vingen blev tyndere længere ud mod tippen, blev rørene skåret af et af gangen på samme måde som i en bladfjeder; To af disse rør blev samlet i et støbt mellemstykke, og skabte derved en let og meget stærk hovedbjælke. Understellets ben var hængslet til den inderste og bageste del af hovedbjælken, og blev hævet udad og let bagud ind i hjulbrønde i den ikke-bærende del af vingestrukturen. Den resulterende smalle sporvidde af understellet blev betragtet som et acceptabelt kompromis, eftersom det reducerede bøjningsmomentet på hovedbjælken under landing.
Foran hovedbjælken formede den tykt beklædte forkant af vingen en stærk og stiv D-formet kasse, som optog hovedparten af belastningen af vingen. På det tidspunkt hvor vingen blev designet, var det meningen at denne kasse skulle indeholde dampkondensatorerne til PV-XII motorens dengang planlagte fordampningskølesystem. Konstante problemer med fordampningskølingen i Goshawk-motoren førte til at der i stedet for blev benyttet et kølesystem med 100% glykol. Radiatorerne blev placeret under vingen i et hus med en særligt udformet kanal, designet af Fredrick Meredith fra Royal Aircraft Establishment (RAE) på Farnborough, Hampshire. Denne udnyttede Meredith-effekten, som benyttede spildvarmen i køleluften til at generere fremdrift, og reducerede dermed i høj grad luftmodstanden fra radiatorerne. Som følge af det ændrede kølesystem mistede forkanten sin funktion som kondensator, men den blev senere benyttet til at huse brændstoftanke af forskellige størrelser. Denne detalje blev patenteret af Vickers-Supermarine i 1938.
Luftstrømmen gennem hovedradiatoren blev kontrolleret af en pneumatisk aktueret flap ved kølerens udstrømningsåbning. I de tidlige Spitfires (Mk.I til Mk.VI), blev den enlige flap betjent manuelt med et håndtag til bagbord for pilotsædet. Da Merlin-modellerne med totrins kompressor blev introduceret i Spitfire Mk.IX, blev motorens radiator delt i to; radiatoren under styrbords vinge blev halveret i størrelse, og delte herefter hus med kompressorens intercooler radiator. Under bagbords vinge forsvandt den runde oliekøler og blev erstattet af en firkantet, som delte hus med den anden halvdel af motorkøleren De to radiatorflapper blev herefter styret automatisk af en termostat.
En anden feature ved vingen var dens washout. Bagkanten af vingen var drejet let opefter fra roden ud mod tippen, hvorved indstillingsvinklen blev reduceret fra +2° ved roden til -½° ved tippen. Dette fik vingeroden til at stalle før vingetipperne, hvilkede reducerede muligheden for et tip-stall der kunne resultere i at flyet 'tabte en vinge' eller direkte gik i spin. Når vingeroden begyndte at stalle, ville den turbulente luftstrøm skabe vibrationer ('bumpen') i flyet og advare piloten, og dermed tillade at selv ret uerfarne piloter kunne flyve flyet til grænsen af dets formåen. Supermarine benyttede først dette washout i vingen til Type 224, og det blev konsekvent benyttet i de efterfølgende designs, der førte til Spitfire. Det komplekse vingedesign, i særdeleshed den præcision der var nødvendig for at fremstille den kritiske hovedbjælke og forkant, blev årsag til betydelige forsinkelser under den indledende produktion af Spitfire. Problemerne blev yderligere forværret da arbejdet blev uddelegeret til underleverandører, eftersom de fleste af disse aldrig før havde arbejdet med højhastigheds helmetalfly. Fra juni 1939 var de fleste af disse problemer blevet løst, og flyproduktionen blev ikke længere holdt tilbage af mangel på vinger.
Alle de primære rorflader var oprindeligt stofbeklædte metalstrukturer. Både designere og piloter mente at krængeror, der krævede kræfter at betjene ved høj fart, kunne forhindre utilsigtet reversering af rorene  og dermed forhindre at en reversering ville skabe voldsomme manøvrer, der kunne få flyet til at miste vingerne. Det blev også antaget at luftkamp ville foregå ved relativt lav hastighed, og at manøvrering ved høj hastighed ville være fysisk umuligt. Flyvetests viste at stoffet på krængerorene ikke ville ligge tilstrækkeligt fladt ved høj hastighed, hvilket havde stærkt negativ indvirkning på aerodynamikken. Krængerorenes virkning blev dramatisk forbedret ved høj hastighed efter at stoffet blev erstattet med letmetal. Under Slaget om England fandt piloterne at Spitfirens krængeror krævede alt for mange kræfter ved høj hastighed, hvilket i høj grad satte begrænsninger for laterale manøvrer som f.eks rulninger, som stadig var en del af praktisk luftkamp.
Spitfire havde aftagelige vingetipper, der var fastgjort i to punkter for enden af hver vinge. Da Spitfire fik rollen som jager i stor flyvehøjde (Mk.VI og VII og nogle tidlige Mk.VIII), blev de normale tipper erstattet med forlængede, "spidse" tipper som forøgede spændvidden fra 11,23 m (36 ft. 10 in.) til 12,24 m (40 ft. 2 in.). Den anden variation af vingetipperne, som blev benyttet i adskillige Spitfire-varianter, var den "klippede" vinge; standard-tipperne blev erstattet med næsten flade endestykker af træ, som reducerede spændvidden med 1,07 m (3 ft. 6 in.). Det meste af den indre struktur af vingetipperne bestod af grantræ, med en letmetalsbeklædning som var fastgjort med messingskruer.
Flyets split-flaps, placeret under vingens bagkant, var fremstillet af letmetal, og aktueret pneumatisk via en vippearm på instrumentpanelet. Flapsne havde kun to stillinger; fuldt trukket op, eller fuldt nedfældet, i en vinkel på ca. 85°. Flapsne blev som regel kun sænket før den sidste del af anflyvningen og landingen, og piloten skulle hæve dem igen før kørsel på jorden.
Ellipsen tjente også som grundformen for Spitfirens halefinne og haleplan, hvor formens favourable aerodynamiske karakteristikker igen kom til nytte. Både side- og højderor var udformet så midtpunktet af massen var flyttet fremad, hvilket reducerede "flutter" (selvsving eller vibrationer) i kontrolfladerne. De længere næser og det kraftigere lufttryk fra propellerne, som var en sideeffekt af de stadigt større motorer i de senere modeller, nødvendiggjorde at først halefinnen og senere haleplanet og de tilhørende rorflader fik arealet forstørret for at kompensere for den ændrede aerodynamik. Denne tendens kulminerede med halefladerne på Mk.22/24 serierne, som havde et 25% større areal end den oprindelige Mk.I.

### Forbedret vinge
Efterhånden som Spitfire fik flere kræfter og blev i stand til at manøvrere ved højere hastigheder, steg risikoen for at piloterne ville komme ud for reversering af krængerorene, og Supermarines design team påbegyndte et omdesign af vingerne for at imødegå problemet. Den oprindelige vinge havde en teoretisk reverseringshastighed på 930 km/t (580 mph), hvilket var noget lavere end visse andre samtidige jagere. Royal Aircraft Establishment bemærkede at allerede ved 640 km/t (400 mph) relativ flyvehastighed havde flyet tabt ca. 65% af krængerorenes virkning på grund af vridning af vingen.
Den nye vinge på Spitfire F. Mk.21 og dens efterfølgere var designet til at begrænse dette problem. Stivheden af vingen var forøget med 47%, og et nyt krængerorsdesign der benyttede pianohængsler og gearede trimklapper betød at den teoretiske reverseringsfart blev øget til 1.328 km/t (825 mph). Parallelt med omdesignet af vingen, eksperimenterede Supermarine også med den oprindelige vinge, og forsøgte at løfte forkanten af vingen 2,54 cm (1 tomme), i håbet om at forbedre pilotens udsyn og at reducere luftmodstanden. Denne vinge blev afprøvet på en modificeret F. Mk.21, også kaldt F. Mk.23 (nogle gange benævnt som "Valiant" i stedet for "Spitfire"). Forbedringerne var minimale, og forsøget blev opgivet.
Supermarine udviklede en ny laminar-flow vinge, baseret på nye vingeprofiler som var blevet udviklet af National Advisory Committee for Aeronautics i de Forenede Stater, med henblik på at reducere luftmodstanden og at forbedre den generelle ydelse. De benyttede profiler var Supermarine 371-I ved vingens rod, og 371-II benyttet ved tippen. Supermarine skønnede at den nye vinge kunne forøge flyvehastigheden med 89 km/t (55 mph) i forhold til Spitfire Mk.21. Den nye vinge blev først forsøgt installeret på en Spitfire Mk.XIV. Der blev senere designet et helt nyt flyskrog, og det resulternde nye jagefly fik navnet Supermarine Spiteful.

### Karburator kontra indsprøjtning
Tidligt under 2.verdenskrig betød Merlin-motorens mangel på benzinindsprøjtning at piloter i Spitfire- og Hurricane jagere, i modsætning til Bf 109E, ikke var i stand til blot at skubbe styrepinden frem for at gå ind i et stejlt dyk. Dette betød at en Luftwaffe-jager blot kunne gå ind i et voldsomt dyk for at undgå et angreb, og efterlade den britiske jager langt bagude med hostende motor, eftersom dens brændstof var blevet presset ud af karburatoren af den negative "g". RAFs jagerpiloter lærte hurtigt at indlede deres dyk med en halv rulning, men det tog tid, og hvis den forfulgte kunne se hvilken side forfølgeren rullede til kunne han udnytte dette til at skaffe sig yderligere distance. Sir Stanley Hooker forklarede at karburatoren blev valgt fordi den "forøgede kompressorens virkningsgrad, og dermed motorens udgangseffekt".
I marts 1941 blev der placeret en metalskive med et hul i karburatorens brændstoftilførsel. Dette reducerede den maksimale brændstoftilførsel til netop det maksimale som motoren kunne optage. Det løste ikke problemet med den initielle brændstofmangel under et dyk, men fjernede det langt mere alvorlige problem med at karburatoren blev 'druknet' af brændstofpumpen under negativ "g". Skiven var blevet opfundet af ingeniøren Beatrice "Tilly" Shilling, og blev derfor uærbødigt kendt blandt piloter og jordpersonale som "Miss Shilling's orifice" ("Frøken Shillings åbning").
Yderligere forbedringer blev indført løbende under videreudviklingen af Merlin, og fra 1942 var problemet endegyldigt løst med introduktionen af Bendix-fremstillede faldstrømskarburatorer, der var designet til at tillade korrekt brændstofblanding i alle stillinger.

### Bevæbning
På grund af en mangel på Browning maskingeværer, som RAF havde valgt som standard-maskingevær af riffelkaliber (7,7mm, .303 in.) i 1934, fik de første Spitfires kun fire styk monteret. De sidste fire blev eftermonteret senere. Tidlige tests viste at maskingeværerne virkede perfekt på jorden og i lav højde, men havde en tendens til at fryse fast ved høj flyvehøjde. Det var særligt de yderste der havde problemet, fordi RAFs Browning'er var blevet modificeret til at fyre fra et åbent bundstykke (når klar til skud, bliver der først placeret en patron i kammeret når aftrækkeren betjenes). Dette forhindrede at ammunitionen ville 'Cook off' - fyre i utide på grund af overophedning - hvilket kunne være et problem med den kordit der blev benyttet i britisk ammunition, men tillod at der var en konstant strøm af kold luft gennem løbet af våbnet. Supermarine fandt ikke en løsning på problemet før oktober 1938, hvor der blev tilføjet kanaler til varm luft fra den bageste del af radiatorerne under vingen til våbnene, og monteret skillevægge omkring våbnene for at fastholde den varme luft inden i vingen. Der blev klistret lapper af papir eller rødt stof over åbningerne til geværernes mundinger for at beskytte våbnene mod snavs, støv, kold luft og fugtighed indtil våbnene skulle affyres.
Der er fortalt om beslutningen angående bevæbningen af Spitfire og Hurricane i Captain C. H. Keiths bog I Hold my Aim. Keith havde adskillige poster i RAF, hvor han skulle håndtere design, udvikling og den tekniske politik for det udstyr der indgik i bevæbningen. Han organiserede en konference, med Air Commodore Tedder som formand, den 19. juli 1934. Han udtalte "Jeg tror det kan siges med rimelig sikkerhed at konferencens overvejelser gjorde det muligt at vinde Slaget om England næsten præcist seks år senere". Under mødet fremviste videnskabsmanden Captain F.W. 'Gunner' Hill grafikker, der illustrerede hans beregninger af at fremtidige jagere var nødt til at medbringe ikke mindre end otte maskingeværer, hver i stand til at affyre 1.000 skud pr. minut. Hills assistent under beregningerne var hans 14-årige datter.
Piloterne fandt hurtigt ud af at selv hvis de otte Brownings fungerede perfekt, var de ikke tilstrækkelige til at ødelægge et større fly. Kamprapporter viste at der genemsnitligt skulle bruges 4.500 skud for at nedskyde et fjendtligt fly. I november 1938 havde tests imod almindelige og pansrede mål indikeret at det var trængende nødvendigt at introducere et våben med en kaliber på mindst 20 mm. En variant af Spitfire med fire 20 mm Oerlikon kanoner var blevet udbudt under specification F37/35, men ordren for prototypen var i stedet gået til Westland Whirlwind i januar 1939.
I juni 1939 blev en Spitfire udstyret med en Hispano med tromlemagasin i hver vinge; denne installation krævede at der blev monteret store 'bobler' på vingen for at dække 60-skuds magasinet. Kanonen led under hyppige stop, hovedsageligt fordi de var blevet vendt på siden for at få mest muligt af magasinet ind i vingen. I januar 1940 fløj P/O George Proudman prototypen i kamp, men den styrbords kanon stoppede efter at have affyret et enkelt skud. Den bagbords nåede 30 affyringer før den også gik i baglås. Hvis den ene kanon stoppede, ville rekylen fra den anden dreje flyet af sigtelinien.
Ikke desto mindre blev der bestilt yderligere 30 kanonbevæbnede Spitfires for operationelle forsøg, og de blev produceret under typebetegnelsen Mk.IB, for at adskille dem fra de Browning-bevæbnede Mk.IA. De blev leveret til No. 19 Squadron ("19ne eskadrille") fra juni 1940. Eskadrillen fandt at Hispanoerne var så upålidelige at man forlangte en ombytning med en træningseskadrilles ældre, Browning-bevæbnede fly. I august var det lykkedes for Supermarine at fremstille en mere pålidelig installation med en forbedret fødemekanisme til kanonen og fire .303 maskingeværer i den yderste del af vingen. De modificerede jagere blev derefter leveret til 19 Squadron.

## Operativ historie

### Tjeneste
Spitfirens operative historie starter med den første Mk.I K9789, som trådte i tjeneste ved 19 Squadron på RAF Duxford den 4. august 1938. Spitfire opnåede status som en legende under Slaget om England, et omdømme der blev godt hjulpet af den "Spitfire Fund" ("Spitfire fonden") som blev organiseret og kørt af Lord Beaverbrook, ministeren for flyproduktion.
Reelt var der flere Hurricanes under Slaget, og disse bar hovedparten af byrden af forsvaret imod Luftwaffe; ikke desto mindre var tabsraten for Spitfire-eskadriller lavere end for Hurricane-enheder på grund af Spitfirens højere ydelse, og Spitfire-eskadrillerne havde et højere sejre-mod-tab forhold.
Det primære mål for Fighter Command var at stoppe Luftwaffes bombefly; i praksis, når muligt, var taktikken at benytte Spitfires til at imødegå de tyske eskortejagere (på dette tidspunkt var dette hovedsageligt Bf 109, udstationeret i det nordlige Frankrig) mens Hurricane-eskadrillerne angreb bombeflyene.
Blandt de velkendte Spitfire-piloter var "Johnnie" Johnson med 34 nedskydninger af fjendtlige fly, som fløj Spitfire i hele sin operative karriere fra sidst i 1940 til 1945. Douglas Bader (20 luftsejre) og "Bob" Tuck (27 luftsejre) fløj Spitfires og Hurricanes under de store luftslag i 1940. Begge blev skudt ned og blev krigsfanger, mens de fløj Spitfires over Frankrig i 1941 og 1942. Paddy Finucane (28–32 luftsejre) vandt alle sine sejre i jageren før han forsvandt over den Engelske Kanal i juli 1942. Nogle af de kendte piloter fra det britiske Commonwealth var George Beurling (311⁄3 luftsejre) fra Canada, "Sailor" Malan (27 luftsejre) fra Sydafrika, New Zealand'erne Alan Deere (17 luftsejre) og C F Gray (27 luftsejre) og australieren Hugo Armstrong (12 luftsejre).
I modsætning til i begyndelsen hvor Spitfire fløj som en ren interceptor, spillede den en i stigende grad divers rolle under og efter anden verdenskrig, ofte ved andre luftvåben end RAF. For eksempel blev Spitfire det første højhastigheds rekognosceringsfly som RAF benyttede. For det meste ubevæbnede fløj de i lav, mellem eller stor højde, ofte dybt ind i fjendtligt territorie for at foretage observationer af Aksemagterne og levere en næsten ubrudt strøm af værdifulde efterretninger krigen igennem.
I 1941 og 1942 lykkedes det for PRU (rekognoscerings) Spitfires at levere de første fotos af tyskernes Freya og Würzburg radarsystemer, og i 1943 hjalp de med at bekræfte at tyskerne byggede deres V1 og V2 Vergeltungswaffe ("gengældelsesvåben") missiler ved at fotografere Peenemünde på den Baltiske kyst af Tyskland.
I Middelhavsområdet ydede Spitfire modstand mod Regia Aeronautica og Luftwaffes voldsomme angreb under belejringen af Malta, og fra først i 1943 hjalp Spitfire med at bane vejen for de Allieredes invasioner af Sicilien og Italien. Den 7. marts 1942 startede 15 stk. Spitfire Mk.V, med 90-gallon droptanke under skroget, fra hangarskibet HMS Eagle ud for kysten af Algeriet og fløj de 970 km (600 Miles) til Malta. Disse Spitfire Mk.V var de første der var i tjeneste uden for Storbritannien.
Spitfire var også i tjeneste på Østfronten hos Sovjetunionens luftvåben (VVS). De første leverancer af Spitfire Mk.Vb foregik i starten af 1943, hvor de første 35 fly blev leveret af søvejen til havnebyen Basra i Irak. I alt 143 komplette fly plus 50 udrustede skrog (til anvendelse som reservedele) fulgte i marts samme år. Selv om nogle af flyene blev anvendt til fronttjeneste i 1943, var de fleste i tjeneste ved Protivovozdushnaya Oborona Strany (PVO strany), Hærens luftforsvar, uafhængigt af luftvåbnet. I 1944 fik USSR den substantielt forbedrede Mk.IX variant, med de første fly leveret i februar. De første af disse fly var renoverede, men de efterfølgende forsendelser bestod af fabriksnye fly. I alt 1.185 fly af denne model blev leveret igennem Iran, Irak og via Ishavet til de nordligste sovjetiske havne. To af disse var Spitfire H.F. Mk.IX (til stor flyvehøjde) mens resten var L.F. Mk.IX til lav flyvehøjde. Den sidste Lend-Lease forsendelse indeholdende Mk.IX ankom til havnen i Severodvinsk den 12. juni 1945.
Spitfire udførte tjeneste i Stillehavsområdet, men fandt en ligeværdig modstander i japanernes Mitsubishi A6M Zero. Generalløjtnant Claire Chennault bemærkede: "RAF-piloterne var trænede i metoder der fungerede glimrende imod tysk og italiensk udstyr, men som var selvmorderiske imod de akrobatiske japanere."  Selvom Zero ikke var så hurtig som Spitfire, kunne den med lethed dreje med en mindre radius end en Spitfire, kunne stige kontinuerligt i en meget stejl vinkel, og kunne forblive i luften i tre gange så lang tid. For at imødegå Zero måtte Spitfire-piloterne anvende en "Slå-til-og-stik-af" strategi og benytte den højere fart og de bedre dykegenskaber til et angreb, og for enhver pris undgå en klassisk "dogfight".
Det hjalp heller ikke at Sydøstasien var et nedprioriteret område, og at der var allokeret færre Spitfires og andre moderne jagere i forhold til Europa. Dette gjorde det nemt for japanerne at opnå luftherredømmet i 1942. Over Australiens Northern Territory kæmpede Royal Australian Air Force og RAF Spitfires tildelt No. 1 Wing RAAF med store tab imod japanske luftangreb, udført af den Kejserlige Flådes Marineflyvere og rettet mod havnebyen Darwin. Tabene skete hovedsageligt på grund af Spitfirens begrænsede brændstofmængde. Spitfire Mk.VIII tog del i det sidste slag i 2.Verdenskrig der involverede de Vestlige allierede i Burma. Flyene udførte jordmålsangreb, og assisterede med at forhindre et japansk udbrudsforsøg fra Pegu Yoma.
Under 2.verdenskrig benyttede United States Army Air Forces Spitfires i 4th Fighter Group indtil disse blev erstattet med Republic P-47 Thunderbolt i marts 1943.
Adskillige Spitfires blev til tysk krigsbytte, og blev fløjet af enheder der testede, evaluerede, og undertiden benyttede fjendtlige fly i hemmelighed.

### Hastigheds- og højderekorder
Fra sidst i 1943 udførte Royal Aircraft Establishment på Farnborough forsøg med dyk ved høj hastighed for at udforske manøvreegenskaberne på fly nær lydmuren, dvs. de hastigheder hvor forskellige kompressionseffekter finder sted. Fordi Spitfire Mk.XI havde det dengang højeste kritiske Mach-tal (den hastighed hvor en enkelt del af flyet opnår lydhastighed) af alle eksisterende fly, var det dette fly der blev udvalgt til forsøgene. På grund af de store hastigheder og højder der var nødvendige, fik flyet monteret en særlig Rotol propel der kunne fuldt kantstilles for at forhindre for høje omdrejninger af motoren. Under disse forsøg opnåede EN409, fløjet af Squadron Leader J. R. Tobin, en hastighed på 975 km/t / Mach 0,891 (606 mph) under et 45° dyk.
I april 1944 led det samme fly et motorhavari i et andet dyk, imens det blev fløjet af Squadron Leader Anthony F. Martindale fra Royal Air Force Volunteer Reserve. Flyet havde opnået en hastighed på Mach 0,92, den højeste hastighed der nogen sinde er blevet målt i et propelfly, da flyets propel og motorens reduktionsgear brækkede af. Efter uheldet blev Spitfiren haletung og gik ind i en voldsom stigning der førte flyet tilbage op til stor højde. Martindale mistede bevidstheden under den +11 g store belastning (flyets oprindelige designspecifikation er +7 g), men da han genfandt bevidstheden fandt han flyet i ca. 12 km (40.000 ft) højde, og med de oprindeligt lige vinger bøjet let bagud. Martindale svævefløj med held Spitfiren de 32 km (20 mi) tilbage til flyvepladsen og landede sikkert. Martindale blev tildelt det britiske Air Force Cross efter flyvningen.
RAE Bedford (RAE) modificerede en Spitfire for at udføre højhastighedstests af haleplanet (dengang kendt som en "flyvende hale") fra det supersoniske testfly Miles M.52. RAE testpiloten Eric Brown hævdede at han med succes testede denne konstruktion i oktober og november 1944, og herunder opnåede Mach 0,86 i et dyk.
Den 5. februar 1952 opnåede en Spitfire Mk.19 fra 81 Squadron baseret på Kai Tak i Hongkong, sandsynligvis den største flyvehøjde som en Spitfire nogensinde har nået. Piloten, Flight Lieutenant Edward "Ted" Powles, var på en rutineflyvning for at måle lufttemperaturen og rapportere andre meteorologiske tilstande ved forskellige flyvehøjder som forberedelse til en foreslået ny flyverute gennem området. Han steg til 15.000 m (50.000 ft.) indikeret flyvehøjde, svarende til en sand højde på 15.710 m (51.550 ft.). Kabinetrykket faldt under det sikre niveau, og under forsøget på at reducere flyvehøjden entrede flyet et ukontrolleret dyk, som rystede flyet voldsomt. Det lykkedes at genvinde kontrollen over flyet et eller andet sted under 910 m (3000 ft.) højde, og landede sikkert, uden synlige skader på flyet. Evalueringen af de automatisk registrerede flyvedata indikerede at flyet havde opnået en hastighed på 1.110 km/t (690 mph / Mach 0,96) under dykket, hvilket ville have været den højeste hastighed nogensinde i et propeldrevet fly. Rekorden blev ikke anerkendt eftersom de anvendte instrumenter ikke var tilstrækkeligt pålidelige.
At et operationelt fly lige fra samlebåndet, med kanoner stikkende ud af vingerne og med alle knaster og vorter, uden problemer kunne kontrolleres når de tidlige jetfly som f.eks. Meteors, Vampires, P-80 etc, ikke kunne, var i sandhed ekstraordinært.
Det kritiske Mach-tal for Spitfires originale elliptiske vinge var højere end for den senere anvendte vinge med laminar-flow profil, som blev benyttet på de efterfølgende Supermarine Spiteful, Seafang og Attacker, hvilket klart illustrerer at Reginald Mitchells praktiske ingeniørmæssige tilgang til problemerne ved flyvning med stor fart havde betalt sig.

### Spitfire i dansk tjeneste

#### 2.Verdenskrig
De Frie Danske i London havde en vision om at skabe en dansk Spitfire-eskadrille i Storbritannien under krigen. Inspireret af Lord Beaverbrooks "Spitfire Fund" ("Spitfire fonden") blev der i 1941/1942 indsamlet midler blandt udlandsdanskere til fordel for "Danish Spitfire Fund". Det indsamlede beløb opfyldte ikke forventningerne som gik ud på at skabe en eskadrille udelukkende med danske fly, primært fordi de i USA bosiddende danskere i stedet for hovedsageligt støttede USAs krigsindsats; ved opgørelsen 26. marts '42 var der skaffet et beløb på £35.574. Det endelige beløb blev på £40.972, tilstrækkeligt til at betale for otte Spitfires.
Den 9. april 1942 blev det foreløbige beløb på £38.000 overrakt premierminister Winston Churchill i dennes embedsbolig, 10 Downing St. Overrækkelsen blev rapporteret verden rundt. Allerede dagen efter blev de tre første Spitfires præsenteret under en ceremoni ved 234. Eskadrille på flyvestation RAF Ibsley.
De tre Mk.Vb Spitfires der blev præsenteret med påmalet Dannebrog og dansk navn var:
- BL924 AZ-G "Skagen Ind" - skudt ned 24. april 1942, piloten Plt Off. Aksel Svendsen blev dræbt.[135]
- BL831 AZ-K "Valdemar Atterdag" - skudt ned 24. april 1942, piloten Flt. Lt. Vivian Eugene Watkins blev dræbt.
- BL855 AZ-U "Niels Ebbesen" - efter havari ombygget til Seafire Ib, nyt nummer NX920, afleveret til 761 Esk. Fleet Air Arm den 20. maj '43.

I 1943 blev der yderligere doneret fire Spitfires (kun navngivet "Denmark 4", "Denmark 5", "Denmark 6" og "Denmark 7") og endnu senere en ottende, der blev døbt "Holger Danske".

#### Efterkrigstiden
Efter krigen fik Hærens Flyvertropper og Marinens Flyvevæsen indledningsvis indkøbt lette transport- og forbindelsesfly af typerne Percival Proctor og Airspeed Oxford, og Marinen fik yderligere nogle Supermarine Sea Otter søfly. Senere blev der anskaffet træningsfly af typen KZ II og Harvard. Der var uenighed om den militære luftfarts fremtid, men et udvalg med bl.a. vores eneste flyver-es Kaj Birksted nåede frem til at der skulle oprettes et selvstændigt værn, Flyvevåbnet.
Inden Flyvevåbnet officielt blev oprettet modtog Danmark et antal Spitfires. De første, tre stk. P.R.Mk.XI fotorekognosceringsfly ankom 23. august og 18. september 1947 under aftale Comm. No. 434. De første egentlige jagerfly, 38 stk. H.F.Mk.IXe ankom i perioden 25. oktober 1947 til 10. februar 1949 under aftale Comm. No. 320. Herudover ankom 4 stk. Mk.IX, der blev benyttet til undervisning på Flymekanikerskolen, Flyvestation Værløse, og tre stk. Mk.IX til reservedele. Alle flyene blev fløjet til Danmark, med undtagelse af undervisningsflyene der kom med skib i juli 1948 under aftale Comm. No. 326.
Typebetegnelsen 'H.F.' ('High Altitude Fighter' - 'Højtflyvende Jager') betød at flyene var udrustet med en Merlin Mk.70 som var optimeret til maksimal ydelse i stor højde. Det lille 'e' viste at flyet havde en 'E' vinge med plads til to 12.7mm maskingeværer og to stk. 20mm maskinkanoner.
Marinen modtog alle vores Spitfires. Efter modtagelsen blev flyene fordelt - Marinens indgik i 2. Luftflotille i Københavns Lufthavn, Kastrup, og Hæren startede uddannelse og flyvning i Karup. De første piloter, teknikere og andet jordpersonale blev til at begynde med uddannet ved RAF, senere overtog vi selv uddannelsen. Fra 1946 ville en ny pilot starte med at lære grundlæggende flyvning på Flyvestation Avnø, herefter ville han få videregående træning på Harvard-skolen i Karup, hvorefter de ville blive omskolet til Spitfire.
Propelflyenes tid var ved at være omme, og de første Meteor jetfly ankom. Der var forskel; Carl Frederik Laulund (LAU), der fløj Spitfire, beskrev det sådan:
Jeg kan huske, at da Meteoren kom, var vi ret stolte af at flyve Spitfire i stedet for de der nye fly, som lugtede af paraffin... Man kunne kende forskel på piloterne i Spitfire og Meteor; Spitfire-piloterne lugtede af benzin, havde et blåt mærke lige over venstre albue og ingen øjenvipper på venstre øje. Lugten af benzin kom af, at det var en propel- og ikke var en jetmotor. Cockpittet i Spitfiren var så trangt, at man ikke kunne nå at åbne hooden helt tilbage med hånden, så der var man nødt til at bruge albuen for at åbne den helt, hvilket gav et blåt mærke over venstre albue. Og når man kørte på jorden, var vi nødt til at stikke hovedet ud af cockpittet, ellers kunne man ikke se noget for næsen, og derfor brændte exhaust-flammerne fra venstre side af motoren øjenvipperne væk...
De første jetjagere stod slemt i skyggen af Spitfire med hensyn til manøvreevnen. Den tidligere chef for Flyvevåbnet, generalmajor Niels Holst-Sørensen (HOS) beskrev det sådan:
Hvis jeg skal beskrive Spitfiren med ganske få ord, så var det en rigtig flyvemaskine... med propel i næsen og fantastisk let på styregrejerne. Det var en stor fornøjelse at flyve den. F-84’eren var jo en traktor i forhold til Spitfiren. En god jagerbomber – men ikke nogen Spitfire.
 Holst-Sørensen genfandt først flyveglæden fra Spitfire mange år senere, da han fik lejlighed til at prøve en F-16.
Flyvevåbnet fik alle de danske Spitfires overdraget ved oprettelsen den 1. oktober 1950. Flyene gik dels til Eskadrille 725 i Karup, som reelt kom til at fungere som uddannelsessted for jagerflyene, og dels til Eskadrille 722 i Værløse. Denne eskadrille havde også en fotorekognoscerings 'flight' hvor P.R.Mk.IX indgik.
I foråret 1951 fik Esk. 725 de nye F-84, og de gamle Spitfires blev fløjet til Værløse hvor de først blev opmagasineret og senere skrottet. Esk. 722 foretog den sidste Spitfire-flyvning 30. maj 1955; P.R.Mk.IX 42-452 fløj en 3 timer og 15 minutters rundtur over landet, via Skagen og Gedser.
Det var slut med Spitfire i Danmark. Flyene blev hugget op, de fleste i 1951 - '52. Et enkelt flystel, 41-420, lå i mange år i sandet på en legeplads. Den eneste overlevende danske Spitfire står nu på Danmarks Flymuseum.

## Varianter

### Overblik
Selv om R. J. Mitchell - fuldt fortjent - er kendt som ingeniøren der designede Spitfire, betød hans tidlige bortgang i 1937 at al videreudvikling derefter blev udført af et team, ført af hans tegnestueschef Joe Smith, som blev Supermarines chefdesigner efter Mitchells død. Som Jeffrey Quill bemærkede: "Hvis Mitchell var født til at designe Spitfiren, så var Joe Smith født til at forsvare og videreudvikle den."
Der var 24 hovedtyper af Spitfire og mange undervarianter. Disse dækkede Spitfires udvikling fra Merlin til Griffon motorerne, de særlige højhastigheds varianter til fotorekognoscering og de forskellige vingekonfigurationer. Der blev bygget flere Spitfire Mk.V (6.487 stk.) end nogen anden type, fulgt af de 5.656 eksemplarer af Mk.IX. Forskellige vinger, indrettet til forskellige våben, blev monteret på de fleste typer; "A" vingen havde plads til otte stk. 7,7 mm (.303 in) maskingeværer, "B"-vingen havde plads til fire 7,7 mm maskingeværer og to 20 mm (.79 in) Hispano kanoner, og "C" eller universalvingen kunne bære enten fire 20 mm kanoner eller to 20 mm kanoner og fire 7,7 mm maskingeværer. Efterhånden som krigen skred frem blev "C" vingen mere almindelig. En anden variation i bevæbningen var "E" vingen der bar to 20 mm kanoner og to 12.7 mm (.50 in) Browning maskingeværer. Selv om Spitfirens fart og bevæbning kontinuerligt blev forbedret, begrænsede brændstofkapaciteten flyets rækkevidde og flyvetid: Spitfire forblev "kortbenet" gennem hele sin tjenestetid, undtagen i den særlige rolle som foto-rekognosceringsfly, hvor bevæbningen var blevet afløst af et antal ekstra brændstoftanke.
Supermarine udviklede en to-sædet variant, T Mk.VIII, som skulle anvendes til skoleflyvning, men ingen fly af denne type blev bestilt, og kun et enkelt eksemplar (registreret som N32/G-AIDN af Supermarine) blev bygget. På grund af manglen på en officiel to-sædet variant blev et antal flystel groft modificeret 'i marken'. Blandt disse var en Mk.Vb tilhørende 4 Squadron SAAF i Nordafrika, hvor et sekundært sæde blev tilføjet i stedet for den øverste brændstoftank umiddelbart foran cockpittet. Flyet havde ikke dobbeltstyring, og menes kun at have været anvendt som eskadrillens 'løbehjul' ("run-about"). De eneste uofficielle to-sæde ombygninger der var forsynet med dobbeltstyring var nogle få russiske Mk.IX fly. erhvervet gennem lend/lease-systemet. Disse blev kaldt Mk.IX UTI og afveg fra Supermarines ideer ved at anvende et dobbelt cocpit med en 'drivhus' hood i stedet for den 'boble' hood der blev anvendt på T Mk.VIII.
I efterkrigsårene tog Supermarine ideen op igen, og producerede et antal tosædede Spitfires ved at konvertere brugte Mk.IX flystel med et sekundært hævet cockpit med en 'boble' hood. Ti af disse TR9 variants blev derefter solgt til Indiens Luftvåben sammen med seks til Irlands Luftkorps, tre til Royal Netherlands Air Force og en enkelt til Royal Egyptian Air Force. I øjeblikket er der adskillige af disse træningsfly der har overlevet og er operationelle, herunder den eneste T Mk.VIII, en T Mk.IX baseret i USA, og den berømte "Grace Spitfire" ML407, en veteran der blev fløjet operationelt af 485'(NZ) eskadrille i 1944.

### Seafire
Seafire, et navn afledt af 'hav' (Engelsk: 'sea') og Spitfire, var en maritim version af Spitfire som var tilpasset anvendelsen ombord på hangarskibe. Selv om Spitfire ikke var designet til den noget brutale anvendelse på et hangarskibsdæk, blev den anset som den bedste jager der på dét tidspunkt stod til rådighed. Det grundlæggende design af Spitfire gav nogle begrænsninger for anvendelsen ombord; for eksempel betød den dårlige sigtbarhed lige frem over flyets næse at piloterne skulle trænes til at lande med hovedet ude af cockpittet, mens de kiggede langs bagbords side af motorafdækningen. Lige som Spitfire havde Seafire en temmelig lav afstand mellem understellets hovedhjul, hvilket betød at flyet ikke var ideelt til et rullende dæk. De tidlige Seafire-typer havde relativt få modifikationer i forhold til et standard Spitfire flystel; efterhånden betød de indhøstede erfaringer at de senere udførelser fik et forstærket flystel, vinger der kunne foldes, en fangkrog under halen og andre modifikationer. Disse ændringer kulminerede med Seafire F/FR Mk 47, som må siges at være skræddersyet til formålet.
Seafire II var i stand til at udmanøvrere A6M5 Zero ved lave flyvehøjder, da de to typer blev testet imod hinanden under en forestillet kamp i forbindelse med en øvelse under krigen. Ikke desto mindre var samtidige Allierede maritime jagere som F6F Hellcat og F4U Corsair langt mere robuste og dermed mere egnede til operationer fra et hangarskib. Flyets ydelse blev væsentligt forbedret da de senere versioner af Seafire blev udrustet med Griffon motorer. Disse fly kom dog for sent til at gøre tjeneste under 2.verdenskrig.

### Varianter med Griffon-motorer
Den første Spitfire Mk.XII med Rolls-Royce Griffon motor fløj i august 1942, og trådte i operationel tjeneste ved 41. eskadrille i april 1943. Denne type kunne lige opnå 640 km/t (400 mph) under horisontal flyvning, og kunne stige til en højde af 10,058 m (33.000 ft.) på under ni minutter.
Efterhånden som amerikanske jagere overtog rollen som langdistance eskortefly for United States Army Air Forces (USAAF) dagbomber angreb, overtog de Griffon-motoriserede Spitfires progressivt rollen som taktisk air superiority jager, og spillede en stor rolle ved at opfange V-1 'flyvende bomber', mens de Merlin-motoriserede varianter (hovedsageligt Mk.IX og den Packard-motoriserede Mk.XVI) blev tilpasset rollen som jagerbombere. Selv om de senere Griffon Spitfires havde mistet nogle af de tidligere Merlin-motoriserede flys favourable flyveegenskaber, kunne de stadig udmanøvrere deres tyske fjender, såvel som en del nyere amerikanske og britiske jagere.
Den sidste version af Spitfire, Mk.24, fløj første gang fra South Marston den 13. april 1946. Den 20. februar 1948, næsten tolv år efter prototypens første flyvning, rullede den sidste Spitfire (VN496) af samlebåndet. Spitfire Mk.24 blev kun benyttet af en enkelt regulær RAF enhed, da 80. Eskadrille erstattede deres Hawker Tempests med F. Mk.24 i 1947. Med disse fly fortsatte 80. Eskadrille sin patrulje- og rekognosceringstjeneste fra Wunstorf i Tyskland som en del af besættelsesmagten, indtil den blev forflyttet til Kai Tak Airport i Hong Kong i juli 1949. Under den Kinesiske borgerkrig var 80. Eskadrilles primære pligt at forsvare Hong Kong imod eventuelle kommunistiske trusler.
Under 'Operation Firedog', som foregik i løbet af Malayakrisen, fløj Spitfire over 1.800 sorties imod de Malaysiske kommunister. Den sidste operationelle sortie fløjet af en RAF Spitfire foregik den 1. april 1954, fløjet af P.R. Mk.19 Spitfire PS888 fra RAF Seletar i Singapore.
Den sidste ikke-operationelle flyvetur med en Spitfire i tjeneste ved RAF blev foretaget den 9. juni 1957, udført af en P.R. Mk.19 PS583 fra RAF Woodvale som var tilhørende 'Temperature and Humidity Flight' (Den meteorologiske tjeneste). Dette var også RAF's sidste flyvning udført med en jager med stempelmotor. Syrien var den sidste nation i Mellemøsten som benyttede Spitfires; syrerne beholdt deres F. Mk.22 indtil 1953.
Sidst i 1962 indledte Air Marshal Sir John Nicholls en forsøgsrække, hvor han fløj Spitfire PM631 (en P.R. Mk.19 som var i 'Battle of Britain Memorial Flight's varetægt) imod en English Electric Lightning F.3 (en supersonisk interceptor med jetmotor) i simuleret kamp. Forsøgene foregik på RAF Binbrook. På daværende tidspunkt var britiske Commonwealth styrker involveret i en mulig konfrontation mod Indonesien over Malaya, og Nicholls besluttede at udvikle taktikker til at nedkæmpe P-51 Mustang jagere, tilhørende Indonesian Air Force. P-51 havde egenskaber som var sammenlignelige med dem fundet i P.R. Mk.19. Det første flystel (PM631) fik mekaniske problemer, og måtte udgå af forsøgene. En anden P.R. Mk.19, PS853, som nu er ejet af Rolls-Royce, stod portvagt ved Binbrook efter at være udtrådt af tjeneste ved Battle of Britain Memorial Flight (BBMF) et år tidligere. Selv om tjenesten som portvagt er en statisk udstilling, var flyet alligevel blevet fortløbende vedligeholdt af basens jordpersonale, og var efter kort tid i fuldt flyvedygtig stand og deltog i forsøgene. Ved forsøgenes afslutning havde RAFs piloter måtte indse at de (dengang) moderne Firestreak infrarødt-søgende missiler havde vanskeligt ved at 'låse' sig på en Spitfire på grund af dennes lave udstødningstemperatur, og fastslog at den moderne jagers dobbelte ADEN 30 mm (1 in) kanoner var det eneste våben der var egnet til opgaven, som yderligere blev kompliceret af Spitfirens snævre drejekreds, og Lightning'ens tendens til at overhale Spitfiren. Det blev yderligere konkluderet at den mest effektive og sikre måde for et jetfly at angribe en propeljager, var at angribe bagfra og nedefra for fuld efterbrænder som et 'hit-and-run' angreb, i direkte modstrid med den daværende etablerede doktrin for jager-mod-jager luftkamp.

## Operatører
Denne liste må ikke anses som pålidelig. Dels er nogle af kilderne tvivlsomme, men i andre tilfælde har man gået efter piloternes nationalitet i stedet for ejerskabet af flyet - f.eks. angiver den engelsksprogede Wikipedia at Polen har haft ti eskadriller Spitfires. Der har været ti eskadriller polske Spifire-piloter i UK under 2.verdenskrig, men Polen har ikke haft et eneste fly under national kontrol efter krigen, eftersom landet kom bag 'Jerntæppet'.
Billedet bliver endnu mere mudret når det drejer sig om commonwealth-landene.
Betragt derfor kun denne liste som vejledende - Oversætteren
 Argentina
- Argentinas Flyvevåben (spansk: Fuerza Aérea Argentina) - Argentina har angiveligt benyttet to tidligere civile Spitfires til testformål. Det er p.t. ikke muligt at finde dokumenation for dette.

 Australien
- Det Australske luftvåben (Royal Australian Air Force) - 246 stk. Mk.Vc, 252 stk. F. Mk.VIII og 159 stk. H.F. Mk.VIII, alle i årene 1942 - 1945.[161][162][163]
- Den Australske Flådes Flyvetjeneste (Royal Australian Navy - Fleet Air Arm (RAN)) - 1 stk. Mk.Vc, det vides ikke i hvilke år, og 15 stk. Mk.VIII 1948 - 1952.[164]

 Belgien
- Det Belgiske Luftvåben (nederlandsk: Luchtcomponent, fransk: Composante air) - Efter krigen fik Belgien 59 stk. L.F. Mk.IX, 135 stk. Mk.XIV (i tjeneste 1947 - 1954) og 26 stk. Mk.XVI, i tjeneste 1946 - 1948.[165]

 Burma
- Burmas Luftvåben (Myanmar Air Force (burmesisk: တပ်မတော် (လေ)) - Det daværende Burma startede med 3 F. Mk.XVIIIe 1948 - 1952?, indkøbt fra UK. Herefter blev der indkøbt 30 stk. Mk.IX fra Israel, som var i tjeneste 1954 - 1958?[166]

 Canada
- Det canadiske luftvåben (Royal Canadian Air Force, RCAF) - Det er usikkert hvilke fly der var ejet af RCAF og hvilke af RAF; 1 stk. Mk.II, i tjeneste 1940, 1 stk. Mk.IIb i tjeneste fra 1940 - ?, 3 stk. Mk.V i tjeneste 1943 - 1947 og 1 stk. Mk.VIII i tjeneste 1944 - 1947. Derudover 1 stk. Mk.XIV, i tjeneste 1946 - 1950 og 1 stk. Mk.XVI i tjeneste 1962 - ?[167]

 Taiwan
- Taiwans Luftvåben (Republic of China Air Force (ROCAF), kinesisk: 中華民國空軍; pinyin: Zhōnghuá Mínguó Kōngjūn) - p.t. ingen data (2020).

 Tjekkoslovakiet
- Tjekkoslovakiets Luftvåben - (Czechoslovak Air Force; Tjekkisk: Československé vojenské letectvo) - fra 1945 - 1948 havde Tjekkerne 76 stk. Mk.IX i drift. Flyene var overtaget fra RAF.[168]

 Danmark
- Flyvevåbnet - Fra oktober 1947 til begyndelsen af '49 fik Danmark 38 H.F. Mk.IXe, 3 stk. P.R. Mk.XI og (måske, kun nævnt i én kilde) en enkelt Mk.XVI, der dog udgik i 1951. Flyene blev først benyttet af Hærens Flyvertropper og Marinens Flyvevæsen, men blev overført til Flyvevåbnet ved dettes oprettelse i 1950. Allerede fra 1951 blev de første Spitfires ophugget; propeljagerenes tid var ovre og de første Gloster Meteor jetjagere var ankommet. De sidste Spitfires var i tjeneste indtil 1. juni 1955.[169][170][171]

 Egypten
- Det Egyptiske Luftvåben (Egyptian Air Force (EAF); arabisk: القوات الجوية المصرية) - Der var 26 stk. Mk.V i tjeneste fra 1943 - 1949, plus 38 stk. Mk.IX i tjeneste 1946 - '55. Under den Arabisk-Israelske Krig i 1948 kom egyptiske og israelske Spitfires i kamp med hinanden. Fra 1947 til 1956 havde Egypten også et antal Mk.22 og en enkelt Mk.IX ombygget til to-sædet træner.

 Frankrig
- Det franske luftvåben (fransk: Armée de l'air) - En Mk.I, i tjeneste 1939 - '40, købt i UK; 70 stk. Mk.V i tjeneste 1945 - ?, 242 stk. L.F. Mk.IX i tjeneste 1945 - '51 og 8 stk. Mk.VIII i tjeneste 1945 - 1954. Alle disse fly er overtager fra de Frie Franske styrker. Herudover blev indkøbt 20 stk. F. Mk.XVI (i tjeneste 1945 - 1954) og et ukendt antal Mk.VII og L. Mk.X, som tilsyneladende kun gjorde tjeneste i 1954, og et antal F.R. Mk.XIV hvor hverken antal eller tjenestetid er kendt. Disse fly blev indkøbt fra UK.[172]
- Den Franske Flådes Lufttjeneste (fransk: Aeronavale) - Flåden fik købt 20 stk. Mk.IX i UK, og havde dem i tjeneste 1946 - '51. Senere kom der et antal Seafire til.[173]

 Grækenland
- Grækenlands Luftvåben (Hellenic Air Force (HAF) græsk: Πολεμική Αεροπορία, Polemikí Aeroporía) - grækerne fik deres første Spitfires allerede i 1943 - 106 stk. Mk.V, som var i tjeneste til 1950. Det vides ikke om disse fly var under RAF's kontrol. I 1947 ankom flere fly: 3 stk. H.F. Mk.IX, 74 stk. L.F. Mk.IXc (i tjeneste til 1953) og 66 stk. L.F. Mk.XVI, i tjeneste til 1955. Derudover en enkelt P.R. Mk.XI og 4 P.R. Mk.XIII; det vides ikke hvornår disse udtrådte af tjeneste.[174]

 Hong Kong
- RAF Hong Kong (Royal Hong Kong Auxiliary Air Force, RHKAAF) - Hører under RAF.

 Indien
- Indiens Luftvåben ('Royal Indian Air Force', senere 'Indian Air Force', (Sanskrit) भारतीय वायु सेना, Bhāratīya Vāyu Senā) - Efter selvstændigheden of opsplitningen fra Pakistan beholdt IAF et antal Spitfires - type, antal og tjenestetid ukendt. De blev hovedsagelig anvendt som træningsfly.

 Indonesien
- Indonesiens Luftvåben (indonesisk: Tentara Nasional Indonesia-Angkatan Udara, TNI–AU) - P.t. ingen data.

 Irland
- Det Irske Luftkorps (Irish Air Corps, irsk: An tAerchór) - Der blev indkøbt 6 stk. T.9 træningsfly, som var i tjeneste 1951 - 1961.[175]

 Israel
- Israels Luftvåben (Heyl Ha'Avir hebraisk: זרוע האוויר והחלל, Zroa HaAvir VeHaḤalal) - Israel fik i alt 90 stk. Spitfires, af forskellige typer og årgange, og havde dem i tjeneste 1948 - 1956.[176] De første blev flikket sammen af RAF vrag, nedskudte egyptiske fly og stumper fra en RAF losseplads. I 1948 blev der indkøbt 59 stk. L.F. Mk.IXc fra Tjekkoslovakiet, og i 1952 blev yderligere 35 stk. L.F. Mk.IXc/e indkøbt fra Italien. Efter nogen år, blev disse solgt videre til Burma.

 Italien
- Italiens Luftvåben (italiensk: Aeronautica Militare; AM) - Italien modtog 53 stk. Mk.Vb og Mk.Vc, som var i drift 1943 - 1948. Det vides ikke om disse fly en del af tiden var kontrolleret af RAF. I 1946 fik AM yderligere 137 stk. L.F. Mk.IXc, som var i tjeneste indtil 1952. En del af disse fly blev frasolgt til Israel.[177]

 Holland
- Det hollandske luftvåben (nederlandsk: Koninklijke Luchtmacht, KLu) - 61 stk. L.F. Mk.IXc, i tjeneste 1953 - 1954.[178]

 Norge
- Det norske luftvåben (norsk: Luftforsvaret) - Efter krigen fik Norge 43 stk. Mk.IX, nogle var allerede i tjeneste fra 1942 (det formodes under RAF kontrol) og indtil 1952. I 1946 fik Norge yderligere 3 stk. P.R. Mk.XI, som var i tjeneste til 1954.[179]

 Portugal
- Det Portugisiske Luftvåben (portugisisk: Força Aérea Portuguesa, FAP) - 50 stk. Mk.V, oprindeligt indkøbt af Hæren (Hærens' og Flådens flyverkorps blev lagt sammen til Luftvåbnet i 1952). Flyene var i tjeneste 1952 - '54.[180]

 Sydrhodesia
- Sydrhodesias Luftvåben (Royal Rhodesian Air Force, RRAF) - Det daværende Rhodesia (nu Zimbabwe) havde 22 stk. F. Mk.22 i tjeneste fra marts 1951 - 1955.[181]

 Sydafrika
- Sydafrikas Luftvåben (South African Air Force, SAAF) - p.t ingen data.

 Sovjetunionen
- Sovjetunionens Luftvåben (russisk: Военно-воздушные силы СССР, tr. Vojenno-vozdusjnyje sily SSSR) - fik 143 stk. brugte Mk.Vb under krigen fra UK, men trak dem tilbage fra fronttjeneste efter kun tre måneder: for de dårligt trænede FLAK-skytter lignede Spitfiren en ME 109 for meget, og der var alvorlige tilfælde af egenbeskydning. Fra 1943 fik USSR 1.200 stk. Mk.IX - disse kunne dårligt tolerere vilkårene på de fremskudte frontflyvepladser, og blev i stedet for benyttet som højtflyvende interceptorer af bombe- og rekognosceringsfly. De viste sig velegnet til dette, og havde rollen indtil 1947.
Nogle spitfires blev ombygget til tosædede trænere.

 Sverige
- Det Svenske Flyvevåben (svensk: Flygvapnet) - efter krigen indkøbte svenskerne 50 stk. P.R. Mk.XIX - og omdøbte dem omgående til 'S 31'. Flyene var i tjeneste 1948 - 1955.[182] I forbindelse med tjenesten skete der undertiden grove krænkelser af Sovjetisk luftrum, for at flyene kunne dokumentere militære aktiviteter i det Baltiske område og omkring Kola. Ingen af de svenske fly gik tabt under disse flyvninger.

 Syrien
- Syriens Luftvåben (The Syrian Arab Air Force; arabisk: القوات الجوية العربية السورية, Al Quwwat al-Jawwiyah al Arabiya as-Souriya) - Der blev indkøbt 20 stk. Mk.22 fra UK i 1953. Senere indkøbtes yderligere 7 stk. Mk.22 fra Rhodesia. De fleste blev trukket ud af tjeneste og ophugget omkring 1960, men der blev stadig observeret enkelte på forskellige luftbaser op til 1967.

 Thailand
- Det Kongelige Thailandske Luftvåben (Royal Thai Air Force, RTAF; thai: กองทัพอากาศไทย, Kong Thap Akat Thai)) - 30 stk. F.R. Mk.XIV i tjeneste 1950 - '55, og en enkelt P.R. Mk.XIX, i tjeneste 1954 - '55.[183]

 Tyrkiet
- Tyrkiets Luftvåben (tyrkisk: Türk Hava Kuvvetleri) - 3 stk. Mk.I i tjeneste 1939 - 1940; det vides ikke om det var under RAF kontrol. Fra 1944 var 113 stk. Mk.V og en enkelt P.R. Mk.XI i tjeneste. Flåden blev udvidet i 1945 med 3 stk. P.R. Mk.V. Alle disse fly gjorde tjeneste indtil 1954.

I 1947 blev styrken udvidet igen, denne gang med 170 stk. F. Mk.IX og fire stk. P.R. Mk.XIX. Mk.IX'erne udtrådte af tjeneste i 1954 sammen med de øvrige Spitfires, men Mk.XIX'erne fik et år mere og udgik i 1955.
 Storbritannien
- Royal Air Force - Alle typer, og stort set alle producerede fly.
- Royal Navy - RN fik 60 stk. Mk.Vb, men fandt dem hurtigt uegnet til anvendelsen på hangarskibe. Derfor fik Flåden allerede i 1942 sine første Seafire Mk.Ib. Det vides ikke hvor mange af Mk.Vb'erne der blev ombygget til Seafire-standarden, men angiveligt udgik de sidste i 1946.[185]

 USA
- USA's hærs flyverkorps (United States Army Air Corps (USAAC)) - Omkring 600 Spitfires af forskellige versioner gjorde tjeneste ved USAAC og Navy. En del eskadriller startede ved RAF med amerikanske frivillige, senere overgik disse til USAAC. De tilgængelige kilder er p.t. ikke særligt klare.
- United States Navy - Fra D-dagen i 1944 og til besættelsen af havnen i Cherbourg benyttede USN Spitfire Mk.Vb til artilleriobservation i stedet for de langsomme og stærkt sårbare søfly der normalt havde denne rolle.

 Jugoslavien
- Jugoslaviens Luftvåben (serbokroatisk: Jugoslavensko Ratno zrakoplovstvo, Југословенско Ратно ваздухопловство) - 3 stk. Mk.IX i tjeneste 1944 - '45, og 18 stk. Mk.Vb i tjeneste 1944 - 1952.[186] Lidt atypisk blev Mk.Vb'erne anvendt til rekognoscering.

## Overlevende fly
Der eksisterer i øjeblikket omkring 54 Spitfires og nogle få Seafires i flyvedygtig stand verden over, og dertil har mange flymuseer eksemplarer statisk udstillet, som for eksempel Danmarks Flymuseum i Stauning. Et andet eksempel er Chicagos Museum of Science and Industry der har matchet en statisk udstillet Spitfire med en statisk Ju 87 R-2/Trop. 'Stuka' dykbomber.
Den ældste overlevende Spitfire er en Mark 1, serienummer K9942; den er bevaret og udstillet i Royal Air Force Museum Cosford i Shropshire, UK. Dette fly var nummer 155 der blev bygget, og fløj første gang i april 1939. Den fløj operationelt med 72. Eskadrille indtil juni 1940, hvor den blev beskadiget i en landing med optrukket understel. Efter de nødvendige reparationer blev flyet benyttet til træning indtil august 1944, hvor det - sammen med andre fly - blev overført til Air Historical Branch som veteran fra Slaget om England, med henblik på senere udstilling i et museum.
Den muligvis mest originalt restaurerede Spitfire i verden bliver vedligeholdt ved 'Fantasy of Flight' i Polk City, Florida. I løbet af en seksårig periode i 1990'erne blev flyet langsomt restaureret af Personal Plane Services i England. Næsten 90% af flyets originale forhudning blev genbrugt. Ejeren, Kermit Weeks, insisterede på at flyet skulle restaureres til at være så tæt som muligt på den originale stand. Maskingeværer, kanoner, våbensigtet og de originale radioer (i fungerende stand) er alt sammen installeret.
To Mk.1 Supermarine Spitfires, oprindeligt restaureret af Aircraft Restoration Company, henstår i flyvedygtig stand på Imperial War Museum Duxford, i Cambridgeshire, England. Begge blev restaureret for den amerikanske milliardær Thomas Kaplans regning, herefter er den ene blevet doneret til Imperial War Museum, og den anden blev bortauktioneret i juli 2015 af Christie's, London. Denne er en af kun fire flyvende Mk.1 Spitfires i verden. Flyet opnåede en rekordpris på auktionen den 9. juli: £3.1 million, og slog dermed den hidtidige rekord for en Spitfire på £1.7 million, opnået i 2009.
En Spitfire (type ukendt) bliver holdt i flyvedygtig stand i Det israelske luftvåbens museum.
Her i Norden ejer firmaet Biltema to veteran krigsfly; en P-51 Mustang (Civil registrering SE-BIL) og en Supermarine Spitfire Mk.XVI, RW386 (Civil registrering SE-BIR). Flyene deltager ofte i airshows i Europa.

### Eftersøgning i Burma
Et vedvarende rygte indikerede at efter slutningen af krigshandlingerne i Asien i 1945, blev et antal Spitfire Mk.XIV begravet i Burma, nedpakket i pakkasser, efter at være blevet tjæret, indfedtet og klargjort til langtidsopbevaring.
Der blev udført udgravninger indenfor området af Yangon International Airport (tidligere RAF Mingaladon) først i 2013, men udgravningerne fandt ingen af de angiveligt nedgravede kasser, og teamet rapporterede at de hverken havde fundet beviser for at der blev sendt Spitfires i kasser til basen , eller at der havde været begravet kasser. Pat Woodward, som var en RAF pilot på den burmesiske base ved krigens slutning, rapporterede at en sådan nedgravning ikke havde fundet sted. I 2016 blev det bekendtgjort at eftersøgningen fortsatte.

## Monumenter
- En model af Spitfire Mk.Vb W3644 blev officielt indviet den 19. august 2012 i Fairhaven Lake, Lancashire, FY8 1BD (53°44′20.0″N 3°00′24.6″V / 53.738889°N 3.006833°V). Det originale fly blev indkøbt af befolkningen fra Lytham St Annes i 1940. Piloten af Spitfiren, Sgt. Alan Lever-Ridings, blev skudt ned af en Fw 190 da han returnerede efter at have eskorteret et bombeangreb imod Morlaix i Frankrig den 23. juni 1942.
- En model, udført i glasfiber, af Spitfire Mk.I YT-J (R6675) som blev fløjet af Supermarines testpilot Jeffrey Quill under hans kortvarige aktive tjeneste ved 65. Eskadrille, er udstillet ved monumentet for Slaget om England ved Capel-le-Ferne nær Folkestone (51°05′54.5″N 1°12′17.9″Ø / 51.098472°N 1.204972°Ø), sammen med en model af Hurricane Mk.I US-X, i hvilken Pilot Officer Geoffrey Page blev skudt ned den 12. august 1940.[199]
- Sentinel (Vagtposten) er en skulptur udført af Tim Tolkien og forestiller tre flyvende Spitfires. Den er placeret i midten af rundkørslen, populært kaldet Spitfire Island (Spitfire Øen 52°30′48″N 1°47′53″V / 52.5134°N 1.7981°V), hvor A47 og A452 mødes i Castle Bromwich, Birmingham, England, som mindesmærke for den primære Spitfire fabrik. Rundkørslen er placeret hvor den sydlige ende af den tidligere Castle Bromwich Aircraft Factory og den nedlagte flyveplads (nu Castle Vale housing estate) mødes.[200] Der er også udstillet en Spitfire og en Hurricane i det nærtliggende Thinktank Science Museum.[201]
- En skulptur af Spitfire prototypen, K5054, er placeret i rundkørslen (50°56′52.4″N 1°21′54.1″V / 50.947889°N 1.365028°V) ved indgangen til Southampton International Airport, tidligere kaldet Eastleigh Aerodrome. Det var herfra at K5054 fløj første gang i marts 1936.
- Den tidligere Supermarine testpilot Jeffrey Quill startede et projekt for at bygge en eksakt replica af K5054, prototypen af Spitfire, for at sætte denne på permanent udstilling som en hyldest til R.J. Mitchell. Et team af de oprindelige Supermarine designere samarbejdede med Aerofab Restorations, Andover i 10 år for at fremstille kopien. Den blev præsenteret af Quill for offentligheden i april 1993 på RAF Museum, Hendon, og er p.t. (2006) udlånt til Tangmere Military Aviation Museum.[202]
- En glasfibermodel er udstillet (51°33′28.7″N 0°24′36.7″V / 51.557972°N 0.410194°V) på RAF Northolt, bemalet som tilhørende en polsk eskadrillechef der var udstationeret der under 2.verdenskrig. Norholt er den sidste 'Sector Station' fra Slaget om England som stadig er i operationel tjeneste for RAF.
- En glasfibermodel er udstillet i Thornaby Road rundkørslen (54°31′59.2″N 1°18′01.9″V / 54.533111°N 1.300528°V) nær skolen der er opkaldt efter Sir Douglas Bader. På trods af at han havde mistet begge ben i en ulykke, fløj Bader en Spitfire under 2.verdenskrig. Monumentet er opstillet til ære for den nu nedlagte RAF base i Thornaby som nu er et beboelsesområde.
- En glasfibermodel er opstillet på en pylon i Memorial Park, Hamilton, New Zealand (37°47′18.4″S 175°17′18.9″Ø / 37.788444°S 175.288583°Ø) som en hyldest til alle de New Zealand'ske jagerpiloter, der fløj Spitfires under 2.verdenskrig.
- En glasfibermodel af en Spitfire Mk.XVI er placeret på en pylon ved Memorial Avenue, Christchurch Airport, New Zealand (43°29′27.4″S 172°32′49.8″Ø / 43.490944°S 172.547167°Ø). Modellen blev i 2015 flyttet til den nuværende position fra sin tidligere placering ved indgangen til lufthavnen, hvor den havde været placeret i 50 år. Denne model blev benyttet som statisk fly under optagelserne til filmen Reach for the Sky ("Himmelhunden", 1956).
- Der er opstillet glasfibermodeller af en Spitfire Mk.I og en Hurricane Mk.I i Bentley Priory, kommandocenteret for Fighter Command under 2.verdenskrig. Flyene er opstillet som om de er i gang med at udføre et nul-højdes angreb. Monumentet er opført for at mindes alle der arbejdede på Bentley Priory under krigen. 51°37′37.6″N 0°20′00.1″V / 51.627111°N 0.333361°V
- En glasfibermodel, malet i farverne fra 603. eskadrille "City of Edinburgh", Royal Auxiliary Air Force, er placeret (55°56′41.6″N 3°21′46.6″V / 55.944889°N 3.362944°V) tæt på kontroltårnet i Edinburgh Airport. Modellen erstatter den oprindelige portvagt fra det tidligere RAF Turnhouse. Bemalingen repræsenterer det personlige fly (Serienummer L1067, Kode XT-D, "Blue Peter") tilhørende eskadrillens kommandør, Squadron Leader George Denholm DFC.
- En glasfibermodel af en Spitfire Mk.IX er blevet monteret på en pylon i Jackson Park, Windsor, Ontario (42°17′41.2″N 83°01′19.9″V / 42.294778°N 83.022194°V) ved siden af en Hurricane som et mindesmærke for piloterne fra Royal Canadian Air Force. De udstillede fly erstatter et Avro Lancaster bombefly der er nedtaget for restauration.
- En af de få tilbageblevne Supermarine Spitfires der har gjort krigstjeneste, er udstillet sammen med en Hawker Hurricane i RAF Manston Spitfire and Hurricane Memorial Museum, tæt på Kent International Airport.[203]
- Autoforhandleren 'Lodge Hill Garage' i Abingdon, Oxfordshire (51°41′42.2″N 1°16′09.5″V / 51.695056°N 1.269306°V) har en fuld-skala Spitfire model som sit blikfang på taget. Ejeren, Peter Jewson, købte modellen mens han forsøgte på at få rejst det første monument nogensinde til ære for de 166 kvinder fra Air Transport Auxiliary (ATA), der fløj Spitfires og andre flytyper fra fabrikkerne til de operationelle baser; 14 ATA's blev dræbt under disse flyvninger.[204]
- En glasfibermodel af en Spitfire Mk.IX er monteret på taget af butikken 'Spitfire Emporium', i Kitchener, Ontario(43°27′42.1″N 80°28′23.8″V / 43.461694°N 80.473278°V).[205]
- Der er en model af en Spitfire og en Hurricane ved indgangen af Eden Camp Modern History Museum i Malton, North Yorkshire (54°09′03.9″N 0°46′42.9″V / 54.151083°N 0.778583°V) som en hyldest til de piloter der tjente i Slaget om England.[206]
- Montrose Air Station Heritage Centre (56°43′33.3″N 2°27′43.0″V / 56.725917°N 2.461944°V) har en fuld-skala model af Spitfire Mk.Vb LO-D (EP121) udstillet, som mindesmærke for de mænd og kvinder der gjorde tjeneste på RFC/RAF Montrose.
- Danmarks Flymuseum i Stauning (55°59′29.5″N 8°20′50.2″Ø / 55.991528°N 8.347278°Ø) har en glasfibermodel af en Supermarine Spitfire L.F. Mk.IXe, bemalet i danske farver og med registrering nr. 427, stående portvagt på en pylon. Museet fik modellen overdraget i forbindelse med Flyvevåbnets 60-års jubilæum den 1. oktober 2010. Den nye portvagt blev indviet af Kronprinsen og Kronprinsessen.[207][208]

## Restaurationer og replica
En betydelig andel af de flyvedygtige Spitfires er restaureret eller opbygget fra bunden af det britiske firma Historic Flying Limited.
En del andre producenter har fremstillet flyvedygtige replicaer af Spitfires, enten som komplette fly eller som samlesæt for selvbyggere, primært med privatpiloter for øje. Disse replica varierer i skala fra 60% til fuld størrelse, og en del af dem har et flystel fremstillet af træ i stedet for det oprindelige selvbærende aluminiumsdesign.
Blandt disse er:
- Jurca Spit fra Frankrig
- Vesioner fremstillet af Tally Ho Enterprises i Canada[209]
- Supermarine Aircraft – oprindeligt fra Brisbane i Australien, men nu baseret i Cisco, Texas – fremstiller Spitfire Mk26 i 80% skala, og Mk26B i 90% skala. Deres Supermarine Aircraft Spitfire bliver leveret som samlesæt, og er den eneste replica Spitfire der er fremstillet fuldstændigt af aluminium.[210]
- Isaacs Spitfire fra 1975[211] og Time Warp Spitfire Mk V fra 1996 er hjemmebyggede replicas i 60% skala, og Bob DeFord fra Prescott, Arizona har bygget og flyver en replica i 100% skala.[212]

## I medierne
Under og efter Slaget om England blev Spitfire et symbol på den britiske modstand: for eksempel blev Lord Beaverbrooks "Spitfire Fund" ("Spitfirefonden", en national frivillig indsamling til at bygge fly) til en kampagne som tiltrak Spitfire stor offentlig bevågenhed. Spitfires forbliver særdeles populær ved airshows, på flyvepladser og i museer verden over, og er et vigtigt minde for mange mennesker, i særdeleshed for de få tilbageblevne piloter, der førte flyet i kamp. Et særdeles stort antal spille- og dokumentarfilm er blevet og bliver stadig produceret, her er et stærkt begrænset udvalg:
- The First of the Few (Spitfire i USA, Canada og Danmark) (1942) er en britisk film som er produceret og instrueret af Leslie Howard, med Howard i hovedrollen som R.J. Mitchell, David Niven der spiller en rolle baseret på Schneider Trophy piloterne fra 1927, 1929 og 1931, og Supermarines testpilot Jeffrey Quill. Filmen indeholder klip fra 501. eskadrille i 1941. Howard brugte meget tid på research af Spitfires udvikling; Mrs. Mitchell og hendes søn Gordon var tilstede i studiet under en stor del af optagelserne.[213] Luftakrobatikken der blev demonstreret i filmens sidste 15 minutter blev udført af Jeffrey Quill tidligt i november 1941, i en Spitfire Mk.II som var modificeret så den lignede prototypen K5054.
- Malta Story (1953) (Vinger over Malta), med Alec Guinness, Jack Hawkins, Anthony Steel og Muriel Pavlow, er en sort/hvid krigsfilm, der fortæller historien om forsvaret af Malta i 1942, hvor Spitfires var øens væsentligste forsvar mod luftangreb.[214]
- Reach for the Sky (1956) (Himmelhunden) med Kenneth More fortæller historien om Douglas Bader. De Spitfires der blev anvendt under produktionen var sene modeller, hovedsageligt Mk.XVI.[215]
- Battle of Britain (1969) (Slaget om England) instrueret af Guy Hamilton og med Laurence Olivier, Michael Caine, Christopher Plummer, Ralph Richardson, Michael Redgrave og Susannah York. Filmen foregik i 1940, og i alt 12 flyvedygtige Spitfires medvirkede - hovedsageligt Mk.IX, eftersom der ikke var mange Mk.I til rådighed[216] - såvel som andre flyvende britiske og tyske fly fra 2.verdenskrigs-æraen.
- Dark Blue World (2001), med Ondřej Vetchý er fortællingen om to Tjekkiske piloter der flyget fra det Nazi-besatte Europa for at flyve Spitfires under Slaget om England. Jan Svěrák filmede en del nye flyvescener, og genbrugte en del flyvescener fra Hamiltons film.[217]
- Guy Martin's Spitfire (2014) var en dokumentarfilm fremstillet af det britiske 'Channel 4', dækkende den to år lange restauration af en Spitfire Mk.I, N3200, kendingsbogstaver 'QV', der havde været begravet under sandet i 46 år efter en nødlanding på en Fransk strand under evakueringen af Dunkerque i 1940. Guy Martin fortæller historien om flyets pilot, Squadron Leader Geoffrey Stephenson og assisterer med restaurationen af flyet.[218]
- Dunkirk (2017) instrueret af Christopher Nolan, viser bl.a. tre Spitfires der forsvarer evakueringen af britiske og franske tropper fra Dunkerque imod angreb fra det tyske Luftwaffe.[219]
- Spitfire (2018) er en dokumentarfilm om flyet - og navnlig de piloter der fløj det. Filmen kan p.t. ses på Youtube.
- Mange varianter af Spitfire (inklusive Seafire) er inkluderet i Gaijin Entertainment computerspillet War Thunder.

## Specifiationer (Spitfire Mk.Vb)
Spitfirens ydelse blev stærkt forbedret efterhånden som 2.verdenskrig skred frem. For en mere detaljeret fremstilling se venligst Supermarine Spitfire: Dimensioner, ydelse og bevæbning.
| Besætning: | 1 pilot               | pilot                       |
| Længde: | 9,12 m                | 29 ft 11 in                 |
| Højde: | 3,86 m                | 11 ft 5 in                  |
| Spændvidde: | 11,23 m               | 36 ft 10 in                 |
| Vingeareal: | 22.48 m²              | 242.1 ft²                   |
| Vingeprofil: | NACA 2213 (rod)       | NACA 2209.4 (tip)           |
| Tomvægt: | 2.297 kg              | 5.065 lb                    |
| Max. vægt: | 3.000 kg              | 6.622 lb                    |
| Max. takeoff vægt: | 3.039 kg              | 6.700 lb                    |
| Motor: | Rolls-Royce Merlin 45 | Turboladet V-12 motor       |
| Effekt: | 1.096 kW              | 1.470 hk @ 2.819m / 9250 ft |
| Propel: | 1 stk.                | 4-bladet                    |
| Max. fart: | 322 kn                | 370 mph / 595 km/t          |
| Kamprækkevidde: | 410 nmi               | 470 mi / 756 km             |
| Forlægningsrækkevidde: | 991 nmi               | 1.135 mi / 1.827 km         |
| Max.flyvehøjde: | 11.125 m              | 36.500 ft.                  |
| Stigehastighed: | 13.2 m/s              | 2,600 ft/min                |
| Vingebelastning: | 133,5 kg/m²           | 27,35 lb/ft²                |
| Effekt/masse: | 0,36 kW/kg            | 0,22 hk/lb                  |
| Bevæbning: - A-vinge - 8 × .303 in (7,65mm) Browning Mk.II maskingevær (350 skud pr. gevær) - B-vinge - 2 × 20 mm Hispano Mk.II (60 skud pr. kanon) - 4 × .303 in (7,65mm) Browning Mk.II maskingevær (350 skud pr. gevær) - C-vinge - 4 × 20 mm Hispano Mk.II (120 skud pr. kanon) - C-vinge (Alternativt) - 2 × 20 mm Hispano Mk.II (120 skud pr. kanon) - 4 × .303 in (7,65mm) Browning Mk.II maskingevær (350 skud pr. gevær) - E-vinge - 2 × 20 mm Hispano Mk.II (120 skud pr. kanon) - 2 × .50 in (12,7mm) M2 Browning maskingevær (250 skud pr. gevær) |                       |                             |

### Citater
1. 1 2 3 4  Ethel 1997, p. 12.
2. ↑  "Ireland Air Force." Arkiveret 1. december 2010 hos  Wayback Machine aeroflight.co. Hentet 27. september 2009.
3. 1 2  Ethell 1997, p. 117.
4. 1 2 3 4 5  Price 1982, p. 67.
5. ↑  Bjorkman, James, "Supermarine Spitfire - Classic RAF Fighter Arkiveret 1. november 2020 hos  Wayback Machine," Filminspector.com, Retrieved 20. januar 2019
6. ↑  Ethell 1997, p. 6.
7. ↑  Andrews and Morgan 1987, p. 206.
8. 1 2  Price 1977, p. 16.
9. ↑  Price 1982, p. 16.
10. ↑  Price 1982, p. 17.
11. ↑  Price 1977, p. 20.
12. ↑  Price 1999, pp. 16, 17.
13. ↑  Price 1977, p. 32.
14. 1 2 3  Glancey 2006, pp. 37–38.
15. ↑  Morgan and Shacklady 2000, p. 27.
16. ↑  Gunston et al. 1992, p. 334.
17. ↑  Quill 1983, p. 71.
18. ↑  Fleischman, John. "Best of Battle of Britain." Arkiveret 29. oktober 2013 hos  Wayback Machine Air & Space, marts 2008. Besøgt 3. april 2008.
19. ↑  Price 2002, p. 38.
20. ↑  "Annie Penrose." Arkiveret 13. januar 2016 hos  Wayback Machine Telegraph, 25. oktober 2011. Besøgt 7. november 2012.
21. ↑  Wikidictionary: spitfire
22. 1 2  McKinstry 2007, p. 55.
23. ↑  Deighton 1977, p. 99.
24. ↑  Glancey 2006, p. 43.
25. ↑  Humphrey Edwardes-Jones Arkiveret 24. marts 2011 hos  Wayback Machine. rafweb.org
26. ↑  Glancey 2006, p. 44.
27. ↑  Ethell 1997, p. 11.
28. ↑  Price 1977, pp. 25, 27.
29. 1 2  Price 1982, p. 61.
30. 1 2  Morgan and Shacklady 2000, p. 45.
31. ↑  Price 1982, p. 65.
32. 1 2  Glancey 2006, p. 61.
33. ↑  Ian Philpott (20. juli 2006). The Royal Air Force - Volume 2: An Encyclopedia of the Inter-War Years 1930-1939. Pen and Sword. s. 49–. ISBN 978-1-84415-391-6. Arkiveret fra originalen 8. december 2017. Hentet 18. august 2020.
34. ↑  "Jaguar Land Rover to build electric XJ car at Castle Bromwich plant". The Guardian. 5. juli 2019. Arkiveret fra originalen 6. juli 2019. Hentet 6. juli 2019. safeguarding the jobs of 2,500 people. The last of the current XJ model will roll off the factory lines on Friday before the company switches production to the new model over the summer.
35. 1 2  McKinstry 2007, p. 145.
36. ↑  McKinstry 2007, pp. 152, 153.
37. ↑  Niall Corduroy (21. januar 2017). Whirlwind: Westland's Enigmatic Fighter. Fonthill Media. s. 35–. GGKEY:RNKZ64PU2TP. Arkiveret fra originalen 8. december 2017. Hentet 18. august 2020.
38. ↑  Price 1982, p. 107.
39. ↑  Price 1982, p. 109.
40. 1 2 3  Air International 1985, p. 187.
41. ↑  Delve 2007, p. 79.
42. 1 2 3  Price 1982, p. 115.
43. 1 2 3  Smallwood 1996, pp. 8–15.
44. ↑  "Revisiting town's Spitfire past". Wiltshire Times (engelsk). 24. juni 2009. Arkiveret fra originalen 8. april 2018. Hentet 8. april 2018.
45. ↑  Quill 1983, pp. 138–145.
46. ↑  Spitfire Testing Arkiveret 26. november 2013 hos  Wayback Machine. Besøgt 9. september 2008.
47. ↑  Price 1991, p. 68.
48. ↑  "Henshaw." Arkiveret 12. marts 2008 hos  Wayback Machine angelfire.com. Besøgt 9. februar 2008.
49. ↑  Price 1991, pp. 68–69, 71.
50. ↑  Price and Spick 1997, p. 70.
51. ↑  Price 1982, p. 249.
52. ↑  McKinstry 2007, p. 6
53. ↑  Danel and Cuny 1966, pp. 225–244.
54. ↑  Cross and Scarborough 1976, pp. 6–7.
55. 1 2  Price 2002, p. 20.
56. ↑  Bodie 1991, p. 20.
57. ↑  Deere 2010, pp. 152–153, 170.
58. ↑  Morgan and Shacklady 2000, pp. 614–616.
59. ↑  Morgan and Shacklady 2000, p. 616.
60. ↑  Spitfire construction Arkiveret 7. februar 2009 hos  Wayback Machine. Websitet er skiftet til kommerciel anvendelse; besøgt 20. februar 2008.
61. ↑  Morgan and Shacklady 2000, p. 171.
62. ↑  Deere 2010, pp. 170–172.
63. ↑  Morgan and Shacklady 2000, pp. 57–61.
64. ↑  Price 1977, pp. 33–34.
65. ↑  Price 2002, pp. 17–18.
66. ↑  Lednicer, David. "The Incomplete Guide to Airfoil Usage." Arkiveret 19. juli 2011 hos  Wayback Machine UIUC Applied Aerodynamics Group, 15. september 2010. Besøgt 26. juni 2011.
67. 1 2  Price 2002, p. 19.
68. ↑  Price 1977, p. 24.
69. ↑  Smallwood 1996, p. 16.
70. ↑  The Trend Of Invention – Recent Aeronautical Patents Reviewed, vol. xxxiii, Flight, 17. februar 1938, s. 163, arkiveret fra originalen 18. august 2016, hentet 18. august 2020
71. ↑  Price 2000, pp. 58, 61, 167.
72. ↑  Andrews and Morgan 1987, p. 216.
73. ↑  Bungay 2000, p. 78
74. ↑  Morgan and Shacklady 2000, p. 4.
75. ↑  McKinstry 2007, pp. 79, 133.
76. ↑  Working with Irish Linen Arkiveret 7. august 2010 hos  Wayback Machine. Besøgt 27. juli 2010.
77. ↑  McKinstry 2007, p. 260.
78. ↑  McKinstry 2007, s. 88.
79. ↑  McKinstry 2007, s. 110.
80. ↑  Price 1982, s. 147.
81. ↑  Price 1982, p. 144.
82. ↑  Deere 2010, s. 173.
83. ↑  Air Publications 1972, p. 5.
84. ↑  Tanner 1981, s. 23.
85. ↑  Dibbs and Holmes 1997, s. 190.
86. ↑  Tanner 1976, s. Sektion 1, Fig. 1.
87. 1 2  Quill 1983, p. 272.
88. ↑  "NACA Report on lateral control research, s. 131." Arkiveret 26. februar 2009 hos  Wayback Machine naca.central.cranfield.ac.uk.. Besøgt 27. juni 2010.
89. ↑  Andrews and Morgan 1987, ss. 227–228.
90. ↑  Morgan and Shacklady 2000, ss. 464–475.
91. ↑  Price Wings of Fame 1999, s. 57.
92. ↑  The Incomplete Guide to Airfoil Usage Arkiveret 19. juli 2011 hos  Wayback Machine. Besøgt 26. juni 2011
93. ↑  Andrews and Morgan 1987, s. 264.
94. ↑  Andrews and Morgan 1987, ss. 264–267.
95. ↑  McKinstry 2007, p. 205.
96. 1 2 3  McKinstry 2007, s. 206.
97. ↑  Rearden (1995), s.73
98. ↑  Williams and Gustin 2003, s. 93.
99. ↑  Williams and Gustin 2003, ss. 16, 93–94.
100. 1 2 3  Williams and Gustin 2003, ss. 93–94.
101. ↑  Keith, Claude Hilton (1946). I Hold My Aim. G. Allen and Unwin Limited. s. 78. Arkiveret fra originalen 14. marts 2021. Hentet 18. august 2020.
102. ↑  Williams and Gustin 2003, s. 95.
103. ↑  Buttler 2004, pp. 35, 50.
104. ↑  McKinstry 2007, ss. 181–184.
105. ↑  McKinstry 2007, pp. 118, 244–245.
106. ↑  McKinstry 2007, p. 222.
107. ↑  Price 1995, pp. 34, 37, 38, 55, 89, 92.
108. ↑  Price 1996, pp. 17, 35–37, 41, 62, 66, 91.
109. ↑  Stokes 1983, pp. 16, 191–194.
110. ↑  Price 1996, pp. 17, 44, 55, 64, 93.
111. ↑  Price 1996, pp. 11–13, 17, 42, 64, 67–68, 92.
112. ↑  Price 1995, pp. 56–57.
113. ↑  Price 1995, pp. 47, 82–83, 95–96.
114. ↑  Vader 1969, p. 153.
115. ↑  Glancey 2006, pp. 102–103.
116. ↑  Holland 2003, p. 232.
117. ↑  Zlobin, Igor (2006). "Spitfires over the Kuban". Lend-lease on airforce.ru. Arkiveret fra originalen 5. juli 2017. Hentet 30 oktober 2017. Sideløbende med de britiske Hurricanes, fik Sovjetunionens luftvåben (voyenno-vozdushnyye sily - VVS) også et andet af Royal Air Force's fly som frontlinje-jager — Spitfire Mk.Vb. I vesten er dette fly blevet fejret som vinderen af Slaget om England, og er også blevet til et nationalt symbol på 2. Verdenskrig. I luften over Rusland blev disse jagere i 1943 deltagere i de blodigste luftslag over Kuban.
118. ↑  Smith 2015, pp. 146–149.
119. ↑  Spick 1997, p. 165.
120. ↑  Young 2013, p. 36.
121. ↑  Young 2013, p. 5.
122. ↑  Nijboer 2009, p. 4.
123. ↑  Glancey 2006, pp. 122–123.
124. ↑  Morison 1958, p. 256.
125. ↑  Saunders, Hilary St. George (1954). Royal Air Force 1939–1945. Vol. III. London: HMSO. s. 362-63.
126. ↑  "The 4th Fighter Group 1942-1945". The Official Site of the 4th Fighter Group - World War II. Association of the 4th Fighter Group - World War II. Arkiveret fra originalen 5. december 2017. Hentet 4. december 2017. Imellem 29. september 1942 og 2. november 1945, opnåede 4th — efter at have fløjet over 400 kampmissioner i Spitfires, Thunderbolts og Mustangs — at opstille en imponerende liste over sejre, og toppede alle 8th Air Force jagergrupper med i alt 1016 fjendtlige fly ødelagt.
127. ↑  Gilman and Clive (1978), p. 314.
128. ↑  Eric Brown, 'Wings on my Shoulders', 2007, p.74
129. 1 2  Aircraft performance and design (pdf file) pp. 5–6. Arkiveret 10. september 2008 hos  Wayback Machine. Hentet 14. juli 2008.
130. ↑  "Flight Archive: Air Force Cross." Arkiveret 6. marts 2012 hos  Wayback Machine Flight, 22. juni 1944. Hentet 7. november 2012.
131. ↑  "UK Space Conference 2008: Test Pilot Discussion." Arkiveret 24. juli 2011 hos  Wayback Machine space.co.uk. Hentet 12. oktober 2009.
132. ↑  Ted Powles
133. ↑  Quill 1983, p. 268.
134. ↑  Price 1991, p. 99.
135. 1 2 3  'Danish WW2 Pilots' Arkiveret 2. december 2020 hos  Wayback Machine Besøgt 17. august 2020
136. 1 2 3 4 5 6 7 8  Flyhis.dk Arkiveret 16. juli 2019 hos  Wayback Machine Besøgt 17. august 2020
137. ↑  Milfly.dk Arkiveret 31. august 2021 hos  Wayback Machine Besøgt 18. august 2020
138. ↑  Quill 1993, p. 135.
139. ↑  Flintham 1990, pp. 254–63.
140. ↑  Bowyer 1984, p. 84.
141. 1 2  Bowyer 1980, p. 47.
142. 1 2  Price 2002, p. 224.
143. 1 2  Price 2002, p. 223.
144. 1 2  "Grace Spitfire ML407." Arkiveret 21. september 2013 hos  Wayback Machine Grace Spitfire, UK. Hentet 27. september 2009.
145. ↑  Brown 1978, p. 181.
146. ↑  Glancey 2006, p. 108.
147. ↑  Brown 1978, p. 185.
148. ↑  Price Wings of Fame 1999, p. 40.
149. ↑  Price Wings of Fame 1999, p. 36.
150. ↑  Andrews and Morgan 1987, pp. 255–56.
151. ↑  Price 2002, p. 191.
152. ↑  Vader 1969, pp. 135–41.
153. ↑  Thomas 2008, p. 77.
154. ↑  Thomas 2008, pp. 84, 85.
155. 1 2  Whitehead, Christopher. "The Supermarine Spitfire, an operational history." Arkiveret 4. september 2009 hos  Wayback Machine DeltaWeb International, 1996. Hentet 30. august 2009.
156. ↑  "Notable Planes." Arkiveret 3. januar 2010 hos  Wayback Machine 81 squadron, 2009. Hentet 30. august 2009.
157. ↑  Morgan and Shacklady 1993, p. 457.
158. ↑  Green 2007, p. 91.
159. ↑  McKinstry 2007, pp. 379–80.
160. ↑  Price 1991, p. 158.
161. ↑  Aeroflight: Australia Arkiveret 10. juli 2019 hos  Wayback Machine Besøgt 8. august 2020
162. ↑  "ADF Serials - Spitfire". Arkiveret fra originalen 6. december 2020. Hentet 18. august 2020.
163. ↑  "ADF Serials - Spitfire". Arkiveret fra originalen 16. marts 2020. Hentet 18. august 2020.
164. ↑  Aeroflight: Australia(Navy) Arkiveret 10. juli 2019 hos  Wayback Machine Besøgt 8. august 2020
165. ↑  Aeroflight: Belgium Arkiveret 19. marts 2017 hos  Wayback Machine Besøgt 8. august 2020
166. ↑  Aeroflight: Burma/Myanmar Arkiveret 5. juli 2017 hos  Wayback Machine Besøgt 8. august 2020
167. ↑  Aeroflight: Canada Arkiveret 4. august 2020 hos  Wayback Machine Besøgt 8. august 2020
168. ↑  Aeroflight: Czechoslovakia Arkiveret 7. marts 2009 hos  Wayback Machine Besøgt 8. august 2020
169. ↑  Schrøder, Hans (1991). "Royal Danish Airforce". Ed. Kay S. Nielsen. Tøjhusmuseet, 1991, p. 1–64. ISBN 87-89022-24-6.
170. ↑  Aeroflight: Denmark Arkiveret 25. maj 2017 hos  Wayback Machine Besøgt 8. august 2020
171. ↑  Danmarks Flymuseum Arkiveret 4. februar 2020 hos  Wayback Machine Besøgt 8. august 2020
172. ↑  Aeroflight: France Arkiveret 11. juli 2019 hos  Wayback Machine Besøgt 8. august 2020
173. ↑  Aeroflight: France(Navy) Arkiveret 30. januar 2020 hos  Wayback Machine Besøgt 8. august 2020
174. ↑  Aeroflight: Greece Arkiveret 16. september 2011 hos  Wayback Machine Besøgt 8. august 2020
175. ↑  Aeroflight: Ireland Arkiveret 28. september 2020 hos  Wayback Machine Besøgt 9. august 2020
176. ↑  Aeroflight: Israel Arkiveret 26. juli 2019 hos  Wayback Machine Besøgt 9. august 2020
177. ↑  Aeroflight: Italy Arkiveret 10. august 2017 hos  Wayback Machine Besøgt 9. august 2020
178. ↑  Aeroflight: Netherlands Arkiveret 4. marts 2017 hos  Wayback Machine Besøgt 9. august 2020
179. ↑  Aeroflight: Norway Arkiveret 19. marts 2017 hos  Wayback Machine Besøgt 9. august 2020
180. ↑  Aeroflight: Portugal Arkiveret 13. juli 2019 hos  Wayback Machine Besøgt 10. august 2020
181. ↑  Aeroflight: Zimbabwe Arkiveret 17. februar 2020 hos  Wayback Machine Besøgt 10. august 2020
182. ↑  Aeroflight: Sweden Arkiveret 13. juli 2019 hos  Wayback Machine Besøgt 10. august 2020
183. ↑  Aeroflight: Thailand Arkiveret 13. juli 2019 hos  Wayback Machine Besøgt 10. august 2020
184. ↑  Aeroflight: Turkey Arkiveret 18. juli 2017 hos  Wayback Machine Besøgt 10. august 2020
185. ↑  Aeroflight: UK Navy Arkiveret 23. december 2016 hos  Wayback Machine Besøgt 11. august 2020
186. ↑  Aeroflight: Yugoslavia Arkiveret 18. februar 2020 hos  Wayback Machine Besøgt 11. august 2020
187. ↑  "Supermarine Mark 1A Spitfire." Arkiveret 13. juni 2010 hos  Wayback Machine Museum of Science and Industry (Chicago).. Hentet 30. juli 2011.
188. ↑  "List of Airworthy Spitfires." Arkiveret 7. september 2009 hos  Wayback Machine military-airshows.co.. Hentet 23. februar 2008.
189. ↑  Simpson, Andrew. "Supermarine Spitfire Mk.I K9942/8383M Museum Accession NO.72/A/263" (PDF). Royal Air Force Museum. Arkiveret (PDF) fra originalen 11. januar 2014. Hentet 19. juni 2013.
190. ↑  "Spitfire." Arkiveret 5. marts 2012 hos  Wayback Machine Fantasy of Flight.. Hentet 6. marts 2011.
191. ↑  "Restored World War Two Spitfire sold for £3.1m – BBC News". Bbc.co.uk. Arkiveret fra originalen 25. august 2015. Hentet 23. august 2015.
192. ↑   Arkiveret 14. marts 2021 hos  Wayback Machine Biltema Airshow gjør Vestlendinger av seg. Besøgt 5 august 2020.
193. ↑  "Search for 'buried Spitfires' in Burma called off" Arkiveret 29. maj 2013 hos  Wayback Machine. BBC News, 16. februar 2013. Hentet 2. marts 2013.
194. ↑  "Remember the guy who thought he found 140 lost Spitfires, buried underground? His story came to a really depressing end" Arkiveret 20. januar 2016 hos  Wayback Machine. Business Insider UK, 15. september 2015. Hentet 1. maj 2016.
195. ↑  Stone, Mark Burma Spitfire Mystery Is Solved 17. februar 2013 Arkiveret 21. august 2016 hos  Wayback Machine Sky News Hentet 1. september 2016
196. ↑  Englebrecht, Gavin Buried Spitfires is a tall story, says RAF veteran 23. januar 2013 Arkiveret 16. september 2016 hos  Wayback Machine The Northern Echo Hentet 1. september 2016
197. ↑  Halifax, Justine Hunt for legendary Spitfires buried in Burma is back on 8 June 2016 Arkiveret 15. september 2016 hos  Wayback Machine Birmingham Mail Hentet 1. september 2016
198. ↑  Newton, Jennifer British farmer who has spent 20 years hunting for legendary abandoned Spitfires buried in Burma says he is closer than ever to finding them after winning permission to continue his search 9 June 2016 Arkiveret 11. oktober 2016 hos  Wayback Machine Daily Mail Hentet 1. september 2016
199. ↑  "Replica Aircraft". The Battle of Britain Memorial Trust. Arkiveret fra originalen 23. juni 2013. Hentet 16. januar 2013.
200. ↑  "Roundabout is Real Highflyer". Birmingham Evening Mail. Arkiveret fra originalen 13. maj 2013. Hentet 16. januar 2013.
201. ↑  "Displays." Arkiveret 16. juli 2011 hos  Wayback Machine Thinktank Science Museum.. Hentet 6. marts 2011.
202. ↑  Glancey 2006, p. 206.
203. ↑  "Spitfire and Hurricane Memorial Museum." Arkiveret 28. august 2019 hos  Wayback Machine RAF Manston.. Hentet 25. januar 2014.
204. ↑  "Monument campaign for WWII female auxiliary pilots". BBC. Arkiveret fra originalen 11. juni 2011. Hentet 16. januar 2013.
205. ↑  "Spitfire Emporium." Arkiveret 16. februar 2012 hos  Wayback Machine spitcrazy.com.. Hentet 11. december 2011.
206. ↑  "Eden Camp Modern History Theme Museum, Malton, North Yorkshire". Aviation Museum Guide UK. Arkiveret fra originalen 5. november 2013. Hentet 5. november 2013.
207. ↑  "Replika af Spitfire opstillet." Arkiveret 4. februar 2020 hos  Wayback Machine Danmarks Flymuseum.. Besøgt 7. august 2020.
208. ↑  "Kronprinsparret i Stauning." Arkiveret 4. februar 2020 hos  Wayback Machine kongper.dk. Besøgt 7. august 2020.
209. ↑  Tally Ho Enterprises, Spitfire, arkiveret fra originalen 25. september 2010, hentet 17. august 2010
210. ↑  About, Supermarine Aircraft, arkiveret fra originalen 5. august 2009, hentet 25. januar 2014
211. ↑  "'Like every true Briton I wanted to fly a Spitfire': How one man built his own plane with a little help from B.C." nationalpost.com. 9. december 2016. Arkiveret fra originalen 4. marts 2021. Hentet 8. december 2017.
212. ↑  "'If you can't buy one, Build One':". spitfiresocietytrustza.org. 28. april 2016. Arkiveret fra originalen 29. december 2018. Hentet 29. december 2018.
213. ↑  Eforgan 2010, Chapter 8.
214. ↑  "The Malta Story (1953) - Overview". tcm.com. Arkiveret fra originalen 6. juni 2017. Hentet 8. december 2017.
215. ↑  "Reach for the Sky (1956) Goofs". IMDb. IMDb.com. Arkiveret fra originalen 16. august 2017. Hentet 20. juli 2017. The scenes set in the days leading up to the onset of the Second World War feature late model Mark XVI Spitfires with 'teardrop' canopies, four-bladed propellers and cannon in the wings.
216. ↑  "The Battle of Britain Spitfires". daveswarbirds.com. David Hanson. Arkiveret fra originalen 25. februar 2017. Hentet 20. juli 2017. Spitfires were gathered from all around the world to become a part of the temporary air force used to film the movie.
217. ↑  Glancey 2006, p. 201.
218. ↑  "Guy Martin's Spitfire". Channel 4 Television. Arkiveret fra originalen 23. oktober 2014. Hentet 23. oktober 2014.
219. ↑  Murugesu, Jason (3. august 2017). "How realistic are Dunkirk's Spitfire flight scenes?". newstatesman.com. Arkiveret fra originalen 8. december 2017. Hentet 8. december 2017.
220. ↑  Morgan and Shacklady 1993, p. 172.
221. ↑  Jane 1946, pp. 139–141.

## Eksterne links
- Wikimedia Commons har flere filer relateret til Supermarine Spitfire
- The Spitfire Site – resource library about the Supermarine Spitfire Arkiveret 17. august 2020 hos  Wayback Machine
- Spitfire Society
- Spitfire Society – Eastern Wing
- Spitfire/Seafire Serial Numbers, production contracts and aircraft histories
- K5054 – Supermarine Type 300 prototype Spitfire & production aircraft history
- Spitfire Performance Testing Arkiveret 26. november 2013 hos  Wayback Machine
- Supermarine Spitfire – History of a legend (RAF Museum)
- The Supermarine Spitfire in Indian Air Force Service
- Spitfire Pilots, articles about Spitfires and its pilots
- RAF Museum Spitfire Mk VB walk-around photos Arkiveret 23. juli 2011 hos  Wayback Machine
- Examples of Photographic Reconnaissance Spitfires
- Pacific Spitfires – The Supermarine Spitfire in RAAF Service
- A photograph of the 1939 "Speed Spitfire" in Flight.
- RAF side om Spitfire Arkiveret 21. juli 2015 hos  Wayback Machine
- Dansk Veteranflysamling, Stauning – Spitfire